# レブロン・ジェームズ
レブロン・レイモン・ジェームズ・シニア（LeBron Raymone James Sr.（発音: [ləˈbrɒn]）, 1984年12月30日 - ）は、アメリカ合衆国オハイオ州アクロン出身のプロバスケットボール選手。NBAのロサンゼルス・レイカーズに所属している。そのバスケットボールにおける極致ともいえるプレイの万能性と持続的な卓越性から、NBA史上最高の選手の1人として、史上最も偉大なバスケットボール選手を巡る議論でマイケル・ジョーダンと双璧を成す。ポジションは主にスモールフォワードとパワーフォワード。愛称は「キング・ジェームズ」「LBJ」。身長206cm、体重113kg。
「史上最高のオールラウンダー」とも称され、バスケットボールの5つのポジション全てをプレイ可能なサイズと能力を持ち、全ポジションでシーズンをメイン登録された事のあるNBA史上初の選手である。
NBAシーズン通算得点数歴代1位。NBAプレーオフ通算得点数歴代1位。シーズン通算では40000得点を、プレーオフ通算では6000得点・7000得点・8000得点を突破しており、いずれもNBA史上で達成者はレブロンのみである。さらに、NBAシーズン通算アシストでも歴代4位を記録しており、史上唯一の通算40000得点・10000リバウンド・10000アシスト（40K-10K-10Kクラブ）に到達している。
2024-25シーズン終了時点で通算出場時間でレギュラーシーズン、プレーオフともに歴代1位。NBA史上最も長い時間出場した選手である。また、通算出場試合数とNBA在籍シーズン数においても、2025-26シーズン中に歴代1位となる見込みとなっている。

## 概要
4度のNBAチャンピオン、4度のNBAファイナルMVP、4度のNBA最優秀選手賞、21年連続NBAオールスター、21年連続オールNBAチーム選出。在籍した全てのチームを優勝に導き、NBA史上唯一の異なる3チームでNBAファイナルMVPを受賞した選手である。また、数々の最年少記録、最年長記録、歴代通算記録等を保持しており、NBA75周年記念チームにも選出されている。
国際試合では2008年・2012年・2024年にアメリカ代表として3つのオリンピック金メダルを獲得。五輪史上初の複数回トリプル・ダブル達成者で、39歳にして2024パリ五輪MVPを受賞している。
2016年のNBAファイナルで主要5スタッツ（得点、リバウンド、アシスト、スティール、ブロック）で両チームTOPを記録し、シリーズを1勝3敗から逆転優勝という、どちらも史上唯一の偉業を達成。また、8年連続NBAファイナル進出（2011年 - 2018年）というNBA/ABA統合後では歴代最長の記録を持つ。
オールNBAチーム選出21回、オールNBAファーストチーム選出13回は共に歴代最多。40代で選出された史上初の選手であり、史上最年少と史上最年長での双方のオールNBAチーム受賞記録を持つ。また、2008年にNBAシーズン得点王を、主にポイントガードとしてプレイした2020年にはNBAシーズンアシスト王を獲得した。
その驚異的なパフォーマンスの継続性と故障への耐久性、人気の象徴としてNBAオールスターゲームへの20年連続の先発出場（2005年 - 2024年）記録を持つ。20回の選出すらNBA記録だが、ファン投票で選ばれるスターターを欠場無しで20年務めたのは不滅の記録である。
NBAにおけるキャリア通算30得点以上、20得点以上、10得点以上の試合数の全てで歴代最多記録を持つ。また、NBA週間最優秀選手賞およびNBA月間最優秀選手賞の通算受賞数で2位以下に約2倍の大差を付けて歴代単独首位となっている。
40代で40得点以上を複数回達成したNBA史上初の選手であり、NBA史上最年少40得点および史上最年長40得点の双方の記録保持者である。
2024-25シーズン開幕戦で実子ブロニー・ジェームズと同時にコートに立ち、NBA史上初となる選手としての親子共演を達成した。
2023年5月、現役NBA選手として史上初の資産10億ドルを突破したビリオネアになった事が『フォーブス』誌により報じられた。

## 生い立ち
1984年12月30日、オハイオ州アクロンにて母グロリア・マリー・ジェームズと父アンソニー・マクレランドの間に生まれた。出生時16歳だった父のマクレランドは犯罪歴が多く、彼の人生には関与していなかったとされている。アクロンの荒れた地区にあるアパートを転々とし、グロリアは安定した仕事を見つけるのに苦労していた。彼女は、息子にはもっと安定した家庭環境が必要だと考え、レブロンが9歳の時にバスケットボールを教えてくれた地元の少年フットボールのコーチ、フランク・ウォーカーの家に居候させることにした。
レブロンは小学5年生のときに本格的にバスケットボールを始めた。新しい環境でさらにバスケットの腕を磨いたレブロンは、アマチュア・アスレチック・ユニオンの大会で頭角を現すようになり、友人のシアン・コットン、ドルー・ジョイス3世、ウィリー・マクギーが中心となり、地元や全国レベルで成功を収めた。彼らは自分たちを「ファブ・フォー（Fab Four）」と名付け、一緒の高校に通うことを約束し合い、白人の生徒が多いカトリック系の私立校であるセント・ビンセント＝セント・メアリー高校に進学した。

## 学生時代
高校1年目からレブロンはエースとなり、20得点、6.2リバウンドの成績でチームを牽引し、27戦全勝で州の第3部チャンピオンに上り詰めた。
2年目には25.2得点、7.2リバウンド、5.8アシストとさらに成績を伸ばす。レブロンの評判はすぐに広まり、高校はこのシーズンの開幕戦をアクロン大学のアリーナで開催し、観客5000人を集めた。さらに連覇が掛かった州タイトルの決勝戦では1万7000人が集まり、レブロンのチームは優勝を果たした。またレブロンは州史上2人目となる2年生でのオハイオ州ミスター・バスケットボールに選ばれ、またUSAトゥデイ紙選出のオールUSAファーストチームにも名を連ねた。すでに全国区となっていたレブロンはNBAのスカウト陣の注目も集め、NBAのワークアウトにも招かれた。アメリカンフットボールのワイドレシーバーとしても優秀だったレブロンは、このシーズンに州のオールファーストチームにも選ばれていたが、故障をしてしまいバスケット一本に絞る様になった。
また、2025年に出演したポッドキャストで、この時期にマイケル・ジョーダンを含むNBAのプロ数名とピックアップゲームをして、誰も自分を守れなかった事を認めている。当時そのゲームに参加していたメッタ・ワールドピースが「その時点でレブロンは既にNBAのプロ達を圧倒していた」とかねてより話していた内容が、レブロン本人により裏付けされる形となった。
3年目のシーズン、チームは州の第2部に昇格したが、州タイトル3連覇は果たせなかった。レブロンは29.7得点、8.3リバウンド、5.7アシストの成績で、ゲータレード選出の年間最優秀選手賞に選ばれた。また高校生としてはケビン・ガーネット以来となるスラムマガジンの表紙を飾った。他にもスポーツ・イラストレイテッド、ESPNマガジンなどでも表紙を飾り、全米から大きな注目を浴びた。
4年目のシーズン、レブロンは31.6得点、9.6リバウンド、4.6アシストの成績で、3年連続のミスター・バスケットボール、オールUSAファーストチーム、2年連続のゲータレード年間最優秀選手賞に選ばれ、高校オールスターゲームであるマクドナルド・オール・アメリカンゲームではMVPを受賞した。チームは40-36で勝利を収め、1年ぶりに州チャンピオンに返り咲いた。このシーズン中、レブロンの誕生日のために母親が高級車（ハマーH2）を贈ったことを、オハイオ高校体育協会が賄賂を疑い問題視したが、調査の結果としてハマーH2は賄賂ではなく母親が正規のローンを組んで買ったものだと判明し、この件は不問とされた。この流れで、バスケットボールの専門店からスポーツジャージを規定上限額を超える形で無料提供してもらったことが判明し、アマチュアバスケットボール選手資格剥奪の危機に瀕していたが、裁判の結果としてアマチュア永久追放処分は見直され、レブロンは2試合の出場停止処分で済んでいる 。アメリカンフットボールでも1年のときにクォーターバック、2年、3年のときにワイドレシーバーとしてプレーした。
大学には進学せず、NBAドラフトにアーリーエントリーした。在学中にナイキと7年間で総額9000万ドル（他にもアッパーデック（Upper Deck Company）と5年間で総額500万ドル）という契約を結ぶなど、商業的にも注目を集めていた。

## NBAキャリア

### 前期クリーブランド・キャバリアーズ時代

#### 2003-04、2004-05、2005-06シーズン：鮮烈なデビュー、キャリア初期
セント・ビンセント＝セント・メアリー高校を卒業後、レブロンは2003年のNBAドラフト全体1位でクリーブランド・キャバリアーズから指名され、18歳の若さでNBA入りした。
ルーキーイヤーとなった2003-04シーズン、レブロンはサクラメント・キングスとの開幕戦で25得点、6リバウンド、9アシスト、4スティールと、前評判どおりのオールラウンドな働きをしてみせた。シーズン成績は平均20.9得点、5.9アシスト、5.5リバウンドを記録した。なお、新人選手がシーズン平均20得点・5アシスト・5リバウンド以上を記録したのは、オスカー・ロバートソン、マイケル・ジョーダンに次いでNBA史上3人目であった。チームは前年より勝ち星を18勝増やし、35勝47敗の成績を残すがプレーオフ進出は叶わなかった。ルーキー・オブ・ザ・イヤー（新人王）の投票ではカーメロ・アンソニーを上回って新人王を獲得した。
翌2004-05シーズンには得点力がアップし、1月19日には最年少（20歳と20日）でのトリプル・ダブル達成、同年3月20日には最年少（20歳と80日）での1試合50得点以上を達成した。NBAオールスターゲームにも初出場し、シーズン成績は平均27.2得点、7.2アシスト、7.4リバウンドを記録した。なお、シーズン平均27得点・7リバウンド・7アシスト以上を記録したのは、オスカー・ロバートソン、ジョン・ハブリチェック、ラリー・バード、マイケル・ジョーダンに次いでNBA史上5人目であった。チームも42勝40敗と前年から更に勝ち星を増やしたが、プレーオフ出場はならなかった。
2005年11月には、レブロンのキャリアを通してのキャッチフレーズとなる"We Are All Witnesses.（私たちは皆目撃者だ）"がナイキにより誕生し、そのキャンペーンが開始された。このキャンペーンでは、クリーブランドや世界中のファンが「Witness」と書かれたTシャツを着てプラカードを掲げる他、その後にテレビコマーシャルも放映される事となった。
2005-06シーズン、キャバリアーズは補強に乗り出したものの、目玉であったラリー・ヒューズは故障でシーズンの大半を欠場し、その他の補強組もあまり活躍できなかった。レブロン自身は初の決勝ブザービーターを決めるなど、不足していた勝負強さも見せるようになり、キャバリアーズは50勝32敗の成績で8年ぶりにプレーオフに駒を進めた。レブロンは2度目のNBAオールスターゲーム出場で29得点、6リバウンドを記録して史上最年少でオールスターMVPに輝き、レギュラーシーズンで平均31.4得点、7.0リバウンド、6.6アシストという好成績を記録し、オールNBAファーストチームに初めて選出された。初のプレーオフでは初戦で31得点、11リバウンド、11アシストのトリプル・ダブルを記録し、その勢いのままワシントン・ウィザーズを4勝2敗で退けた。カンファレンス準決勝ではレギュラーシーズン1位のデトロイト・ピストンズ相手に3勝2敗とリードを奪うが、そこから2連敗を喫し敗退した。

#### 2006-07、2007-08シーズン：リーグを代表するスーパースターへ

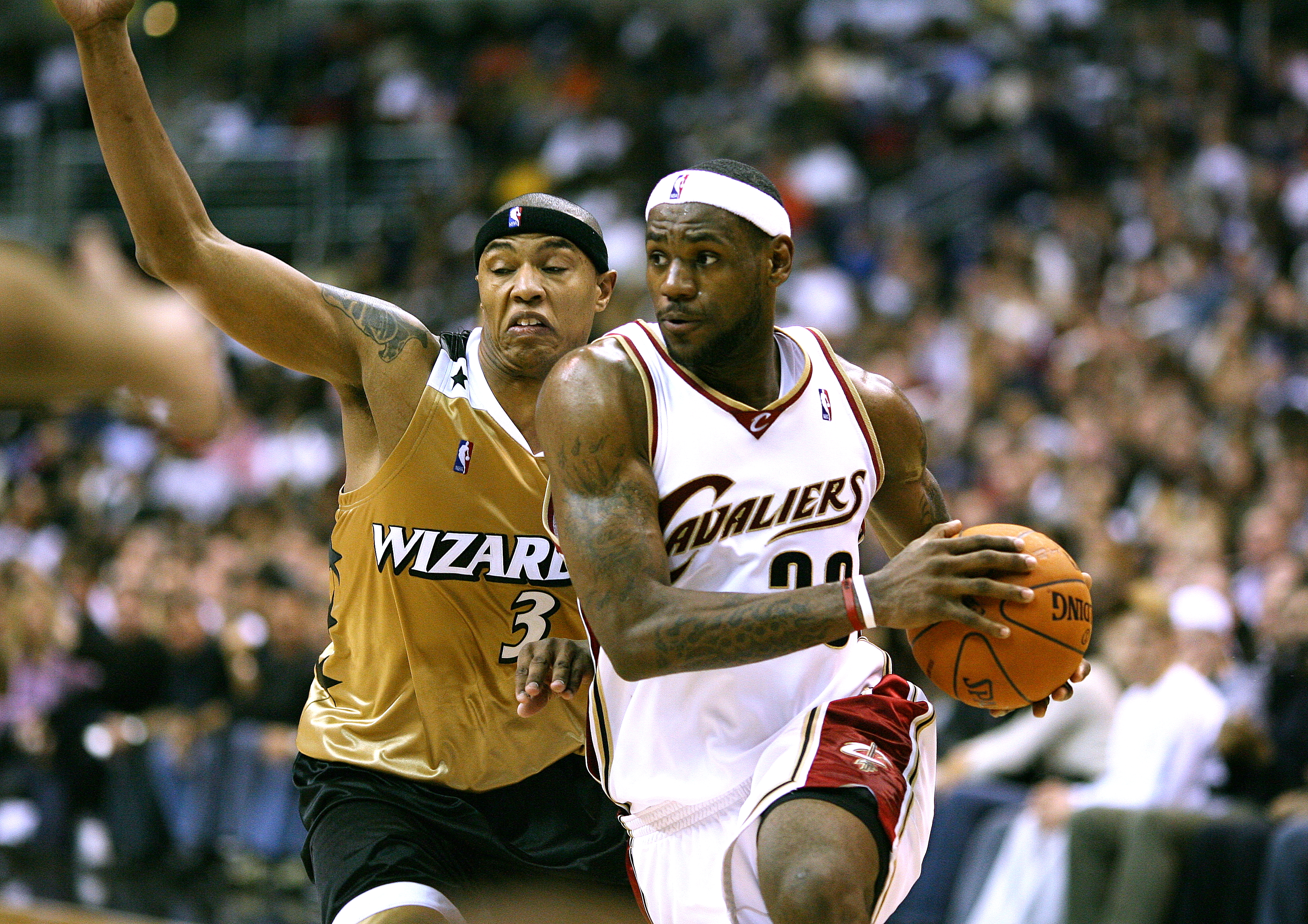
ウィザーズのカロン・バトラーに対してドリブルで抜き去るレブロン（2006年11月）。

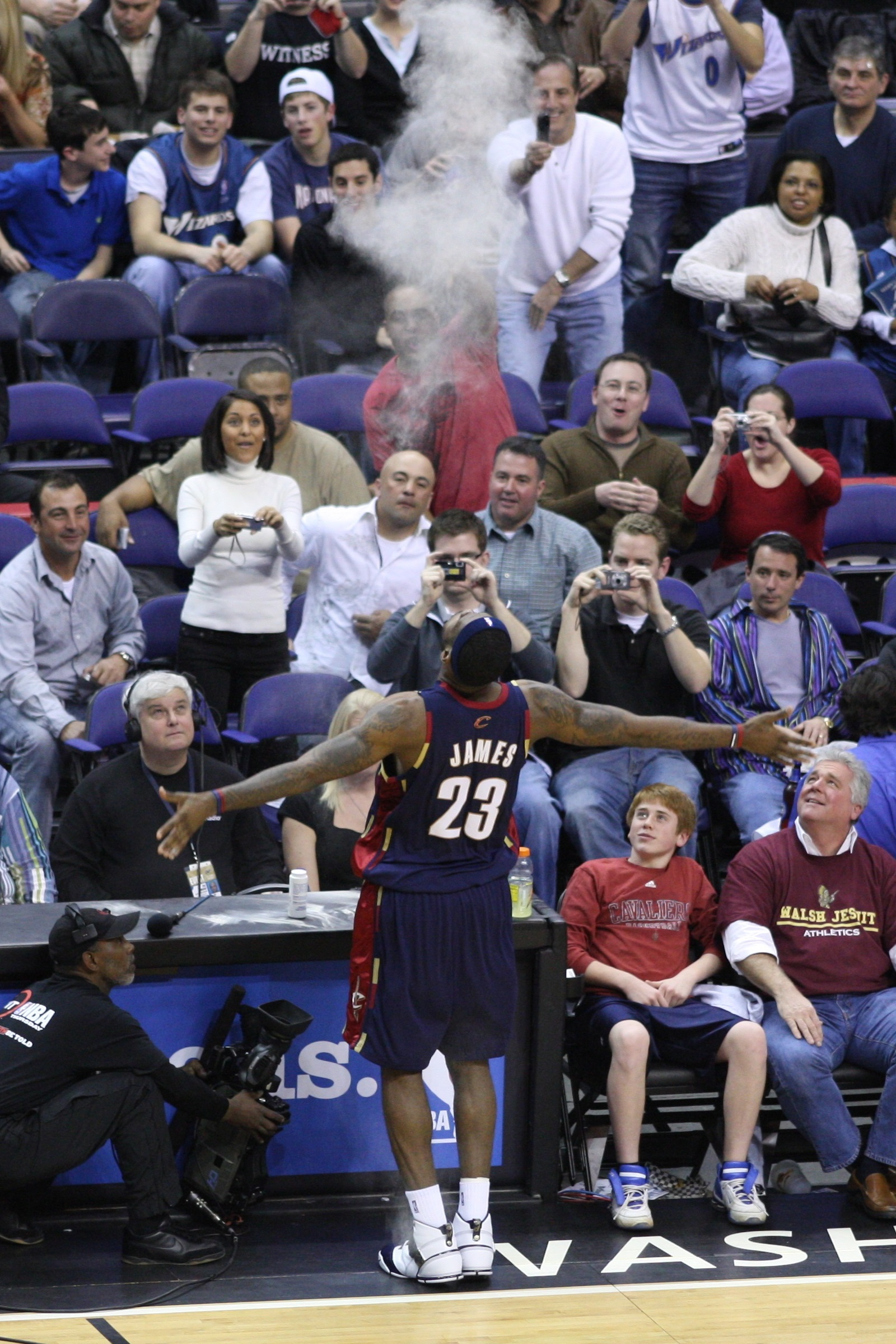
2008年より、ゲーム開始前に滑り止めの粉を巻き上げるのが恒例となっている。

2006–07シーズン、キャバリアーズは2年連続で50勝を挙げてシーズンを終え、プレーオフではチームにとって1992年以来のカンファレンス決勝に進出した。デトロイト・ピストンズを相手にしたカンファレンス決勝では第5戦でジェームズが48得点、9リバウンド、7アシストを記録し、残り2秒で決勝点のレイアップを決め、ダブルオーバータイムの末に109-107で勝利を収めた。実況のマーブ・アルバートはこれを「ポストシーズン史上最高の瞬間の一つ」と呼び、ESPNは2012年、このパフォーマンスを現代NBAプレーオフ史上4番目にランク付けした。最終的には4勝2敗でこのシリーズを制し、キャバリアーズはチーム史上初のNBAファイナルに進出した。NBAファイナルではサンアントニオ・スパーズと対戦したが、ジェームズはスパーズの強固なチームディフェンスと守備の名手ブルース・ボウエンのマッチアップに苦しみ、1試合平均22得点、7.0リバウンド、6.8アシスト、シュート成功率はわずか35.6%と精彩を欠き、0勝4敗のスイープ負けで敗退した。
2007-08シーズン、レブロンは史上最年少で通算10000得点達成、1シーズンでのトリプル・ダブル7回達成（チーム最多記録）、2試合連続のトリプル・ダブル達成（1988年のマジック・ジョンソン以来）、自身2度目のオールスターMVPに輝くなど更に華々しく活躍した。レギュラーシーズンでは平均30.0得点、7.9リバウンド、7.2アシストを記録し、自身初のリーグ得点王にも輝いた。一方でキャバリアーズは45勝37敗とレブロンがキャブス入りして以来初めて勝率を落とした。プレーオフでキャバリアーズは3シーズン連続1回戦でウィザーズを破り、カンファレンス準決勝でリーグ首位のボストン・セルティックスと対戦した。レブロンがセルティックスのケビン・ガーネットを中心とする強固なディフェンスの前に苦しむもチームは粘り、第7戦ではレブロン自身も45得点を記録してセルティックスを追い詰めた。しかしセルティックスのポール・ピアースが41得点を記録して粘るキャバリアーズを退け、2シーズン連続のファイナル進出はならなかった。キャバリアーズを破ったセルティックスは最終的に優勝した。

#### 2008-09、2009-10シーズン：孤軍奮闘の苦悩、メディアやファンからの批判

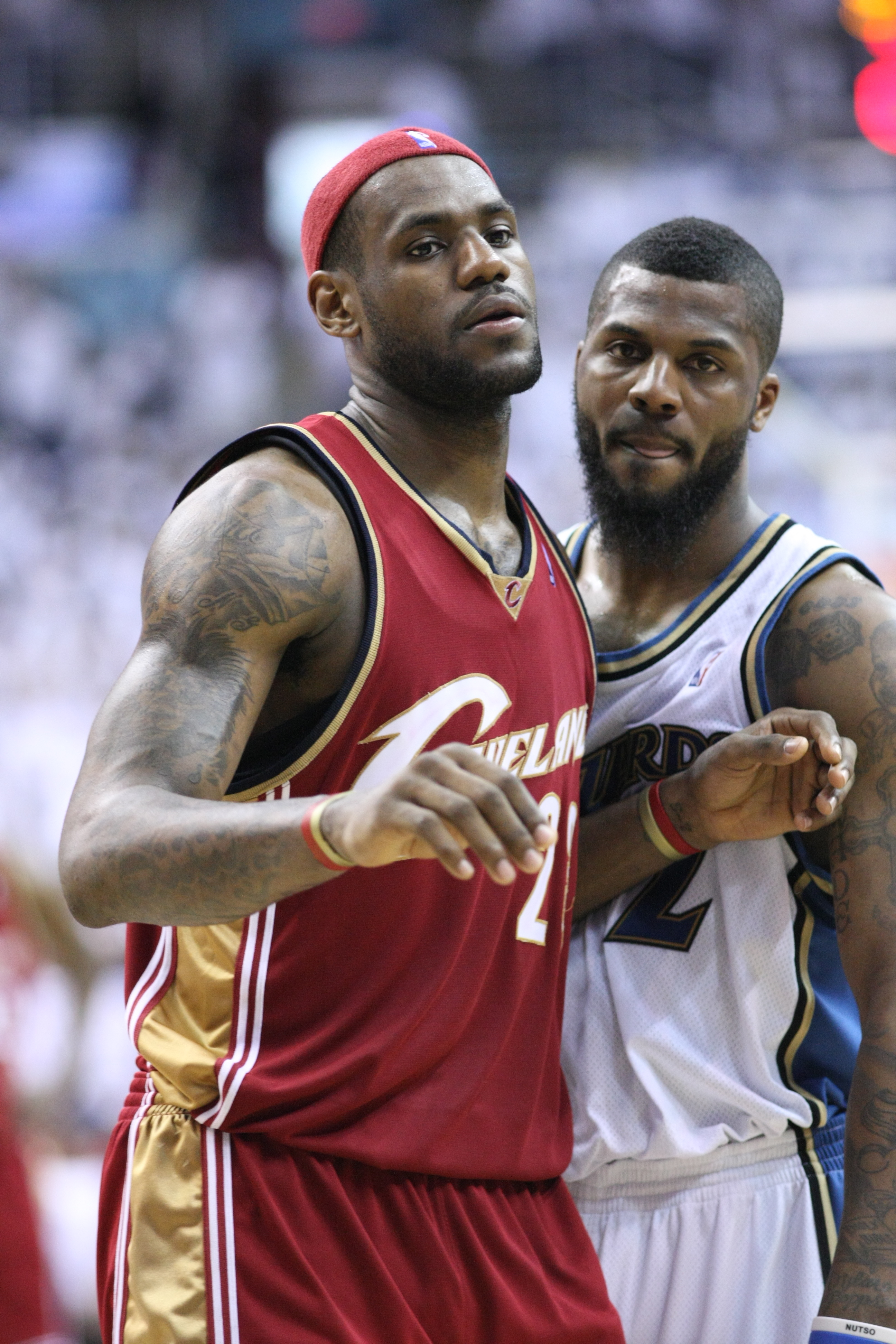
2008年4月のレブロンとデショーン・スティーブンソン。スティーブンソンがジェームスを「過大評価」と呼んだことから、2人は短い確執があった。

2008-09シーズン、レブロンは初のNBAオールディフェンスチーム入りを果たし、NBA最優秀守備選手賞の投票でも2位となった。このシーズンのレブロンは主要5スタッツ（得点、リバウンド、アシスト、スティール、ブロック）全てでチームリーダーとなり、これは史上4人目の快挙となった。オールスターガードのモー・ウィリアムズの獲得にも後押しされ、キャバリアーズはフランチャイズ記録の66勝16敗を記録した。レブロンはシーズン平均で28.4得点、7.6リバウンド、7.2アシストを記録し、チーム史上初のシーズンMVPを受賞した。プレーオフではデトロイト・ピストンズとアトランタ・ホークスをスイープし。カンファレンス決勝でオーランド・マジックと対戦した。第2戦でレブロンが劇的な3ポイントのブザービーターを沈めるなどしたが、敵地アムウェイ・アリーナで計3敗を喫し、結果として2勝4敗でプレーオフを終えた。このシリーズでレブロンは平均38.5得点、8.3リバウンド、8.0アシストと獅子奮迅の活躍をしたものの、第6戦に敗れた後にマジックの選手と握手することなくフロアを去り、試合後の記者会見も放棄して帰った事で、スポーツマンシップに反する行為として多くのメディアから批判を浴びた。
2009-10シーズン、キャバリアーズではシーズン中にバックコートの選手が相次いで負傷したが、レブロンがポイントガードの役割を担う事でその穴を埋め、61勝21敗と2年連続リーグ最高勝率を収めた。ボールハンドラーとして出場時間が増えたこともあり、レブロンは1試合平均29.7得点、7.3リバウンド、8.6アシスト、1.6スティール、1ブロック、50%のシュート成功率を記録し、2年連続でシーズンMVPを受賞した。プレーオフ1回戦ではシカゴ・ブルズを4勝1敗で退け、2回戦で再びボストン・セルティックスと対戦となった。レブロンはシリーズ第5戦で20%のシュート成功率で15得点と振るわなかった事で激しく批判され、試合終了時にはキャバリアーズのホームの観客からブーイングが飛び交う中でコートから立ち去った。第6戦目では27得点、19リバウンド、10アシストを記録したが9ターンオーバーを喫し敗れ、無念のプレーオフ敗退となった。

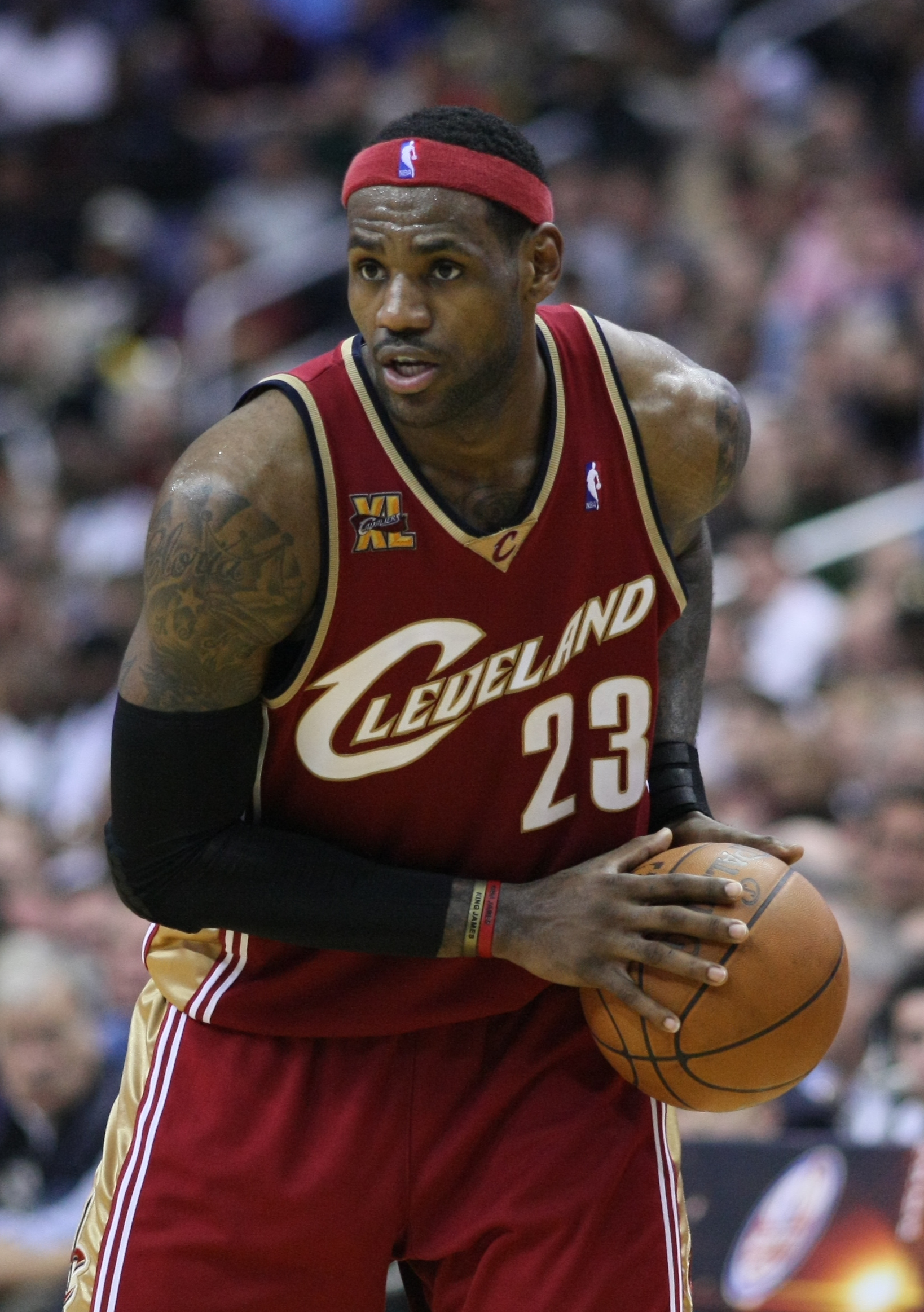
2009年11月のレブロン。第1期キャブス時代は1試合平均27.8得点、7リバウンド、7アシスト、1.7スティールを記録し、キャブズでの最初のキャリアを終えた。

### マイアミ・ヒート時代

#### 決断（The Decision）
シーズン終了後に無制限フリーエージェントとなったレブロンは、数多くのチームから勧誘を受ける中、「The Decision」というESPNスペシャル番組でマイアミ・ヒートとの契約を発表した。7月10日、サイン&トレード契約によりヒートと6年総額1億1000万ドルで正式に契約し、1982年のモーゼス・マローン以来となる史上3人目のチームを移籍した現MVPとなった。
その前日、ヒートは同じくフリーエージェントだったクリス・ボッシュとドウェイン・ウェイドとも契約しており、後に2006年の段階でこの3人が2010年のフリーエージェントについて話し合っていたことが報道された。ヒートのCEOパット・ライリーは、レブロンにボッシュやウェイドと一緒にプレーする事を売り込むのに大きな役割を果たし、レブロン自身もそれによって、優勝やシーズン平均トリプル・ダブルのチャンスが増えると考えていた。アメリカン・エアラインズ・アリーナでは新しい「BIG3」のウェルカムパーティーが開催され、ロックコンサートのような雰囲気が作られた。このパーティでレブロンはヒート王朝の到来を予言し、複数のチャンピオンシップをほのめかしたが、この光景はマイアミ以外ではあまり受け入れられなかった。
この決断によりレブロンは、スポーツアナリスト、経営者、ファン、現役やOB選手から激しい批判を浴び、全米放送してまでやる必要は無かったと言われた。レブロンの決断を待っていたチームも、ショーの直前まで彼の決断を知らなかったため、多くの人がプロフェッショナル的ではないとみなした。キャブスのオーナーであるダン・ギルバート氏も、レブロンの行動を積極的に糾弾した。キャバリアーズのファンの中には、彼のジャージを燃やす動画を記録する人もいた。マイケル・ジョーダンやマジック・ジョンソンら元NBA選手もジェームズに対して「男」として優勝を目指さず、ボッシュやウェイドと一緒になる事を非難した。ジェームズは9月のCNNのインタビューで、この流れには人種が関係しているかもしれないと主張し、更なる批判を浴びた。こうしてジェームズはそれ以前とは打って変わって、アメリカで最も嫌われているアスリートの1人と言われるようになった。後にレブロンはこの時の事を振り返り、自身の「The Decision」での行動に後悔の念を表明している。

#### 2010-11シーズン："悪役"としてのシーズン

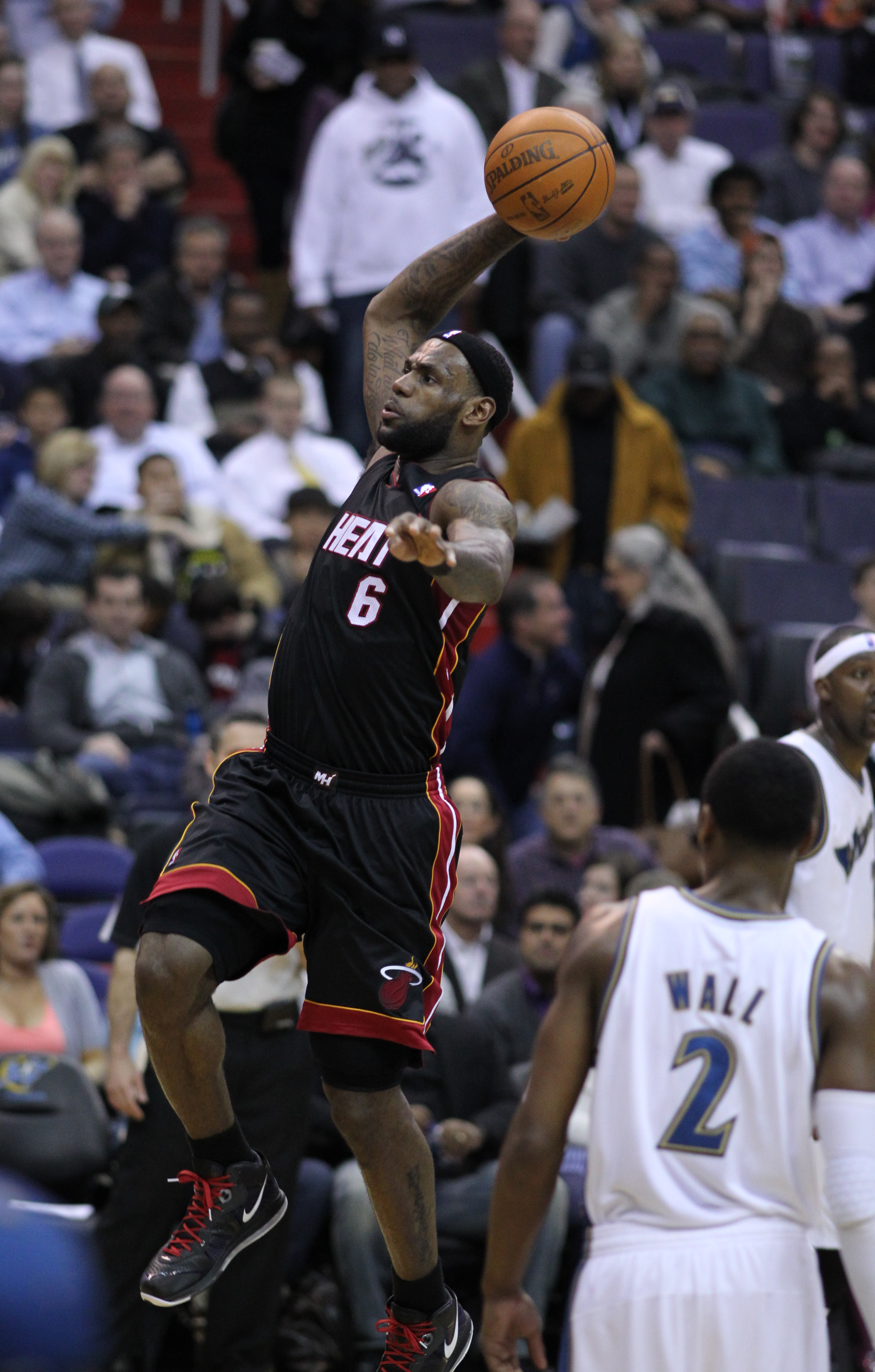
2011年3月、ウィザーズのジョン・ウォールが眺める中、マイアミ・ヒートのメンバーとしてスラムダンクするレブロン。

2010-11シーズン、メディアや対戦相手のファン層はマイアミ・ヒートを悪役として扱った。年明けまで彼らはこの状況に適応するのに苦労し、17試合を終えて9勝8敗にとどまった。ジェームズは後に、チームを取り巻く絶え間ない否定的な態度が、彼を過去数年よりも怒った態度でプレーさせるようになったことを認めた。12月2日、ジェームズは移籍して以来初めてクリーブランドでキャバリアーズと対戦した。彼はボールに触れるたびにブーイングを受けながらも38得点を記録し、マイアミを勝利に導いた。ヒートは最終的にシーズンを好転させ、イーストの第2シードになり、ジェームズは1試合平均26.7得点、7.5リバウンド、7.0アシスト、シュート成功率51%を記録した。
プレーオフのカンファレンス準決勝では、キャバリアーズに所属していた時から何度も煮え湯を飲まされてきたボストン・セルティックスへのリベンジを果たし、第5戦ではヒートの最後の10ポイントを全て自分で決め、シリーズ制覇に貢献した。試合終了のブザーが鳴った後、ジェームズが感情的にコートにひざまずき男泣きした事は有名で、後に記者団に、それは非常に個人的な勝利だったと語った。シカゴ・ブルズとのカンファレンス決勝でも、このシーズン史上最年少でシーズンMVPに輝いたデリック・ローズを重要な場面でマークし完封するなど、攻守に渡って充実したパフォーマンスを示し、自身4年ぶりとなるNBAファイナルに進出し、ダラス・マーベリックスと対戦した。しかしファイナルでのパフォーマンスは全体的に低調で、結局ヒートは2勝4敗で敗退し、ジェームズはまたしても優勝には届かなかった。特に勝負所の4Qでの勝負弱さ、消極性にメディアからは批判が集中した。レブロンがファイナルで記録した平均17.8得点は、レギュラーシーズンの平均26.7得点からは実に8.9得点も下がっており、この落差はNBA歴代ワースト記録となった。また、第5戦の試合前、風邪を押して出場していたダーク・ノヴィツキーをウェイドと共に茶化すような仕草がカメラに捉えられて騒動となった。

#### 2011-12シーズン：悲願のチャンピオンへ
このオフシーズン、レブロンはチームにポストオフェンスが出来る選手が必要だと感じたため、アキーム・オラジュワンの下でポストムーブのイロハを学び、ビッグマンとしてのスキルを身につける事に取り組んだ。また11–12シーズンはロックアウトの為、プレシーズンゲームは全て中止され、開幕が少なくとも2週間以上遅延し、その影響でレギュラーシーズンが66試合となる短縮シーズンとなった。
2011-12シーズン、捲土重来を目指したレブロンは27.1得点、7.9リバウンド、6.2アシスト、フィールドゴール成功率53.1%と支配力を増し、通算3回目のシーズンMVPを獲得した。プレーオフでは、インディアナ・ペイサーズとのカンファレンス準決勝でクリス・ボッシュが下腹部の故障で一時離脱し1勝2敗の劣勢となったものの、第4戦でレブロンが奮起し40得点、18リバウンド、9アシストの超人的な活躍でシリーズをイーブンに戻し、その勢いのまま4勝2敗でシリーズを突破した。カンファレンス決勝ではボストン・セルティックスと対戦し、2勝3敗で追い詰められた第6戦で、またもやレブロンが敵地で45得点、15リバウンド、5アシスト、フィールドゴール成功率73%と完全に試合を支配しニューヨーク・タイムズ紙が「キャリアを決定づけるパフォーマンス」と呼んだ活躍で再びチームの危機を救った。ヒートはシリーズ第7戦も制し、2年連続ファイナル出場を決めた。
ファイナル3度目の相手は、ジェームズにとって新進気鋭のライバルでシーズン得点王のケビン・デュラント率いるオクラホマシティ・サンダーだった。第4戦では足の痙攣を起こしながらも出場して勝利を呼び込む3Pを決めた。最終戦ではトリプル・ダブルも記録しチームも4勝1敗でサンダーを下し、チームとしては6年ぶり2度目、レブロンにとっては初となる優勝を成し遂げた。ファイナルでは平均28.6得点、10.2リバウンド、7.4アシストと攻守に渡って活躍し、満場一致でファイナルMVPに選出された。シーズンMVPとファイナルMVPを同じシーズンに受賞したのは2003年のティム・ダンカン以来で、NBA歴代でも10人しかいない快挙であった。ジェームズはプレーオフ全体で平均30.3得点、9.7リバウンド、5.6アシストを記録し、後にESPNによって近代NBA史上2位にランクインした。

#### 2012-13シーズン：自己ベストのシーズン、連覇達成

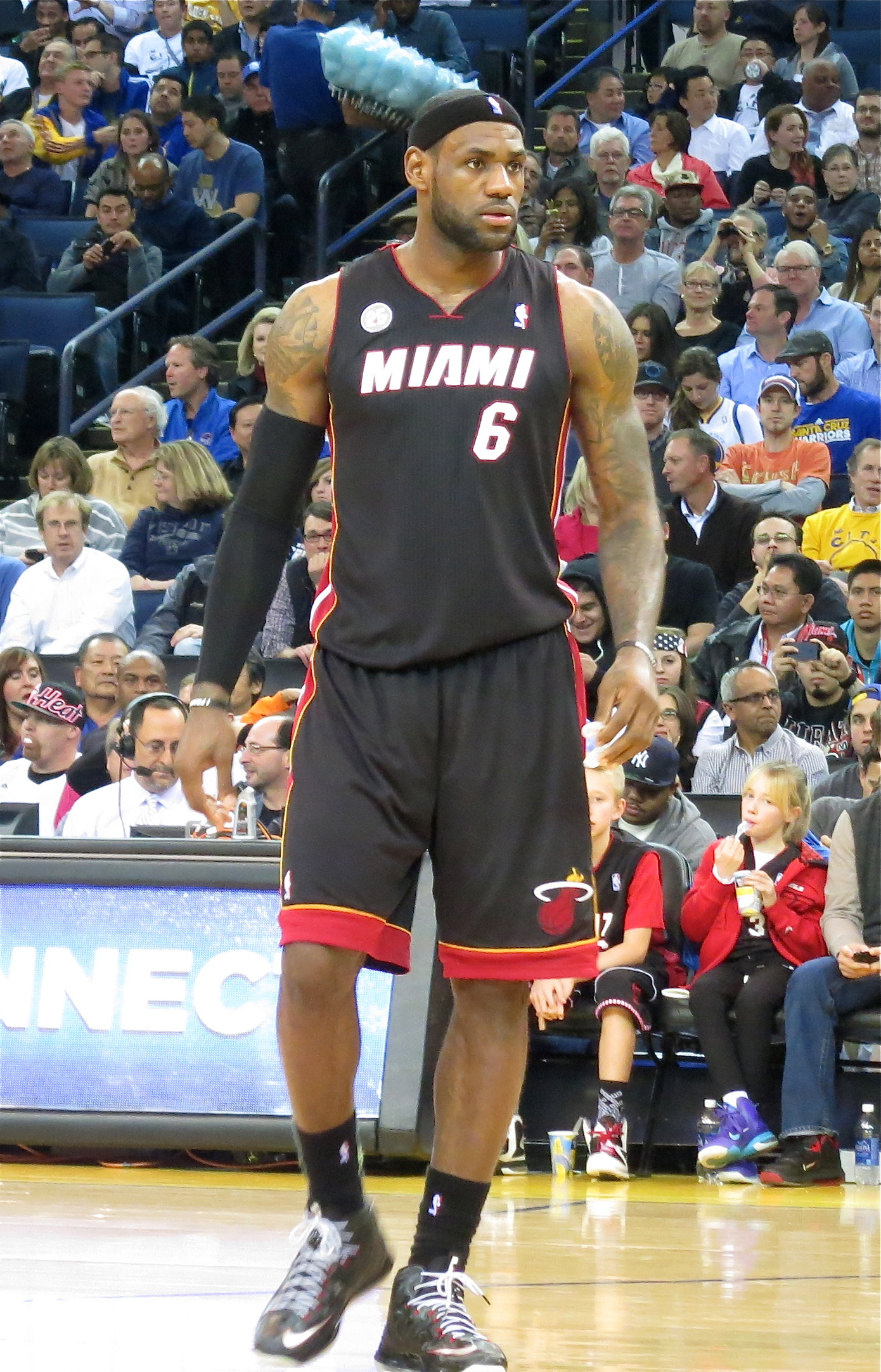
2013年1月16日、デッドボール中にミッドコートに立つレブロン。その夜、NBA史上最年少でキャリア通算2万得点を達成した。

2012-13シーズン、悲願の優勝を果たし名実共に「キング」となったレブロンは、史上最年少で通算20000得点を達成し、さらにマイアミ・ヒートのシーズン66勝16敗（リーグ最高勝率かつチーム記録）と27連勝（NBA歴代2位記録）の大きな原動力になった。
波に乗ったヒートはプレーオフも順当に勝ち進んだが、イースタン・カンファレンス・ファイナルのインディアナ・ペイサーズとのシリーズは第7戦までもつれこんだ。このシリーズを通して、レブロン以外のメンバーはかなり苦戦しており、その負担の増加をレブロン自身はキャバリアーズ時代と比較した。それでも第1戦のレイアップでのブザービーター、第7戦での32得点などの活躍でペイサーズを退け、ヒートは2年連続でファイナルに進出して、サンアントニオ・スパーズと対戦した。
ファイナル序盤では、ヒートはスパーズの組織的なディフェンスを崩すことが出来ず、レブロンもアグレッシブさに欠け、ショットセレクションが悪いと批判された。2勝3敗で王手をかけられた第6戦でも試合を通してスパーズが優勢だったが、レブロンが第4クォーターの16得点を含む32得点、10リバウンド、11アシストでシリーズ2度目のトリプル・ダブルを記録し、ヒートを逆転勝利に導いた。特にレイ・アレンが決めたオーバータイムに導く同点のスリーポイントはNBAプレイオフ史上屈指の名場面として語り継がれている。
迎えた運命の第7戦、スパーズがレブロンのドライブを警戒して、徹底的にジャンプショットを打たせるゾーンDFを敷く中で、レブロンは5本のスリーポイントを含む決定的なジャンパーを次々と沈め、残り27.8秒ではカワイ・レナード越しのゲームウイナーを決めた。37得点（NBAファイナル第7戦の歴代タイ記録）、12リバウンド、4アシスト、FG成功率52％、3P成功率50％、FT成功率100％を記録したレブロンに、スパーズの大黒柱ティム・ダンカンも「レブロンを止める方法が見つからなかった」と脱帽し、2007年ファイナルでのスパーズへの雪辱を果たすと共に、ヒートをチーム史上初の連覇に導いた。シリーズ平均では25.3得点、10.9リバウンド、7.0アシスト、2.3スティールを記録し、昨年に続きファイナルMVPを受賞した。一度のファイナルで2回のトリプル・ダブルは1991年のマジック・ジョンソン以来であり、2シーズン連続でシーズンMVPとファイナルMVPを同時受賞したのはマイケル・ジョーダン以来となるNBA史上2人目であった。
このシーズンのレブロンは76試合に出場し、26.8得点、8.0リバウンド、7.3アシスト、FG成功率56.5%、3P成功率40%とキャリア最高かつリーグ最高レベルのシュート効率を記録し、また、通算4回目のシーズンMVPを獲得して、NBA最優秀守備選手賞の投票でも2度目の2位となった。特に2月のNBA史上唯一となる6試合連続の30得点+FG60%を記録したレブロンの活躍は、『スポーツ・イラストレイテッド』誌に「時代を超える1カ月」と評された。
前期キャブズ時代からミッドレンジのジャンパーを大きく減少させ、リムアタックの頻度とスリーポイントの精度を完成させたこのシーズンの活躍を、"フロアの両端での絶対的な脅威"として、キャリアのピークとみなすメディアも多い。

#### 2013-14シーズン：スリーピートへの挑戦
2013-14シーズン、ヒートはシャキール・オニールとコービー・ブライアント率いるレイカーズ以来となるスリーピート（3連覇）を目指すこととなった。レブロン個人としては500試合連続2桁得点を達成と、自身のキャリアハイかつヒートのフランチャイズレコードとなる61得点を記録した。また、シーズン平均では27.1得点、6.9リバウンド、6.4アシスト、シュート成功率56.7%を記録した。
プレイオフでヒートは順調に勝ち進み、NBAファイナルでは昨季と同じスパーズが相手となった。しかし、それまで噛み合っていたオフェンスがスパーズの堅い守備によって封じ込まれ、更に史上屈指と言われた完成度のパス回しにディフェンスは翻弄された。レブロン個人では1試合平均28.2得点、7.8リバウンド、4.0アシスト、2.0スティールを記録したが、結局ヒートは1勝4敗で完敗し、スリーピート達成とはならなかった。

### 後期クリーブランド・キャバリアーズ時代

#### オハイオへの帰還
このオフシーズン、レブロンはスポーツ・イラストレイテッドのエッセイで、キャバリアーズに戻る事を明かし、翌日にクリーブランド・キャバリアーズと契約した。『The Decision』とは対照的に、もう一度クリーブランドに戻るという彼の決断は好評を博した。2013年にレブロンのキャブズ復帰を切望し、「We miss you」「2014 come back」と書かれたシャツを着てキャブズvsヒートの試合に乱入して、生涯出入り禁止の罰を受けた彼のファンがその罰を解かれ、チームからミーティングへの招待を受けた事も話題となった。キャブズはレブロンが去ってから4シーズンでリーグワーストの97勝215敗という成績を残していた。

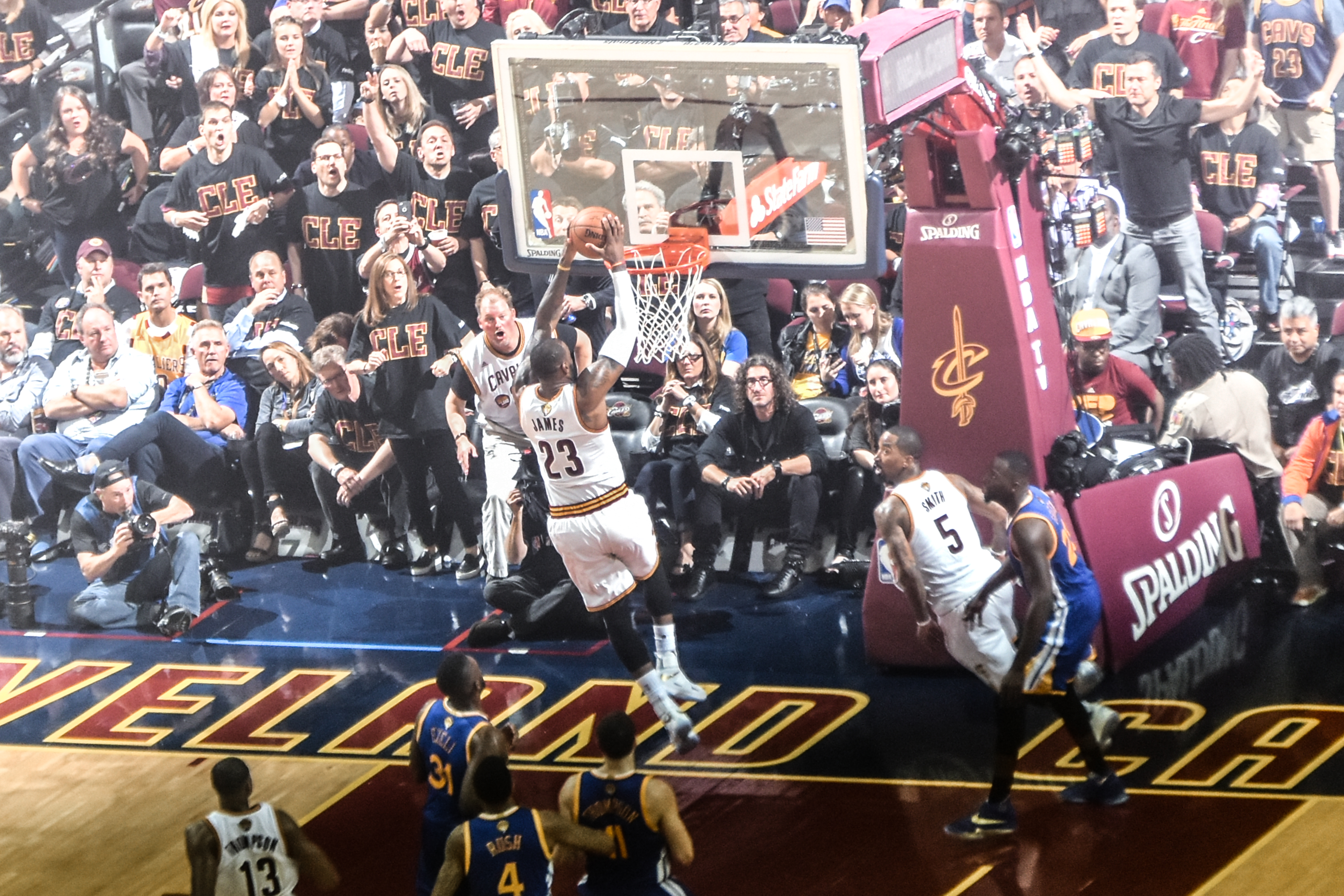
JRスミスのロブパスから豪快なアリウープダンクを決めるレブロン

#### 2014-15シーズン：クリーブランドの悲願達成を求めて
2014-2015シーズン、ミネソタ・ティンバーウルブズから獲得したケビン・ラブ、カイリー・アービングらと『新生BIG3』を結成してチームを牽引し、ゴールデンステート・ウォリアーズとのNBAファイナルまで導いた。キャバリアーズがラブ、アンダーソン・ヴァレジャオ、アービングを故障で欠く中、レブロンは第1戦～第3戦で合計123得点（ファイナル史上最高記録）を記録し、チームも2勝1敗でリードした。しかし第4戦から3連敗を喫し、2勝4敗で優勝を逃した。レブロンはファイナル平均35.8得点、13.3リバウンド、8.8アシストを記録し、敗れたにも関わらずファイナルMVPの候補に挙がった。

#### 2015-16シーズン：ファイナル史上唯一のパフォーマンス、歴史に残る逆転優勝
2015-16シーズンもキャバリアーズ残留が決まり、史上最年少で通算25000得点を記録し、更に通算6395アシストでNBA歴代25位に浮上した。NBAオールスターゲームでは13得点を決めたことでオールスター通算291得点で歴代トップに浮上した。チームもイースタン・カンファレンストップの勝率を記録し、プレーオフに進んだ。
イースタンを制して迎えたファイナルの相手は、レギュラーシーズンで史上最高となる73勝を挙げ、昨季敗れた「無敵艦隊」ウォリアーズであった。1勝3敗と追い詰められた第5戦にレブロンは41得点、16リバウンド、7アシスト、第6戦に41得点、8リバウンド、11アシストという鬼神の如きパフォーマンスを見せて連勝し、シリーズを第7戦に持ち込んだ。第7戦でもレブロンは27得点、11リバウンド、11アシストのトリプル・ダブル、そしてNBA史上最高のクラッチディフェンスとされる"The Block"などのスーパープレイを決め、決勝点となったアービングの3Pもあり4勝3敗で勝利。史上初となる1勝3敗からの逆転優勝を果たした。レブロンが優勝が決まると同時に泣き崩れ、その後の勝利インタビューで「クリーブランド、この優勝をお前にささげる（"Cleveland, this is for you!"）」と叫んだのは有名な場面である。このキャバリアーズの優勝はクリーブランドの街にとって52年ぶりの4大スポーツ（NFL、MLB、NBA、NHL）のタイトルとして、大いに話題になった。
レブロンはこのNBAファイナルで、平均29.7得点、11.3リバウンド、8.9アシスト、2.3ブロック、2.6スティールと、NBAファイナル史上唯一となる主要5スタッツ全てで両チームトップを記録し、3度目のFMVPを獲得した。また、第6戦のパフォーマンスはESPNによって2023年時点でNBAファイナル史上一位に選出され、さらに、2024年にESPNがSNS上で行った「史上最高のファイナルMVP」のファン投票においても2016年のレブロンがトップに選ばれた。

#### 2016-17シーズン："宿敵"ウォリアーズとの更なる闘い

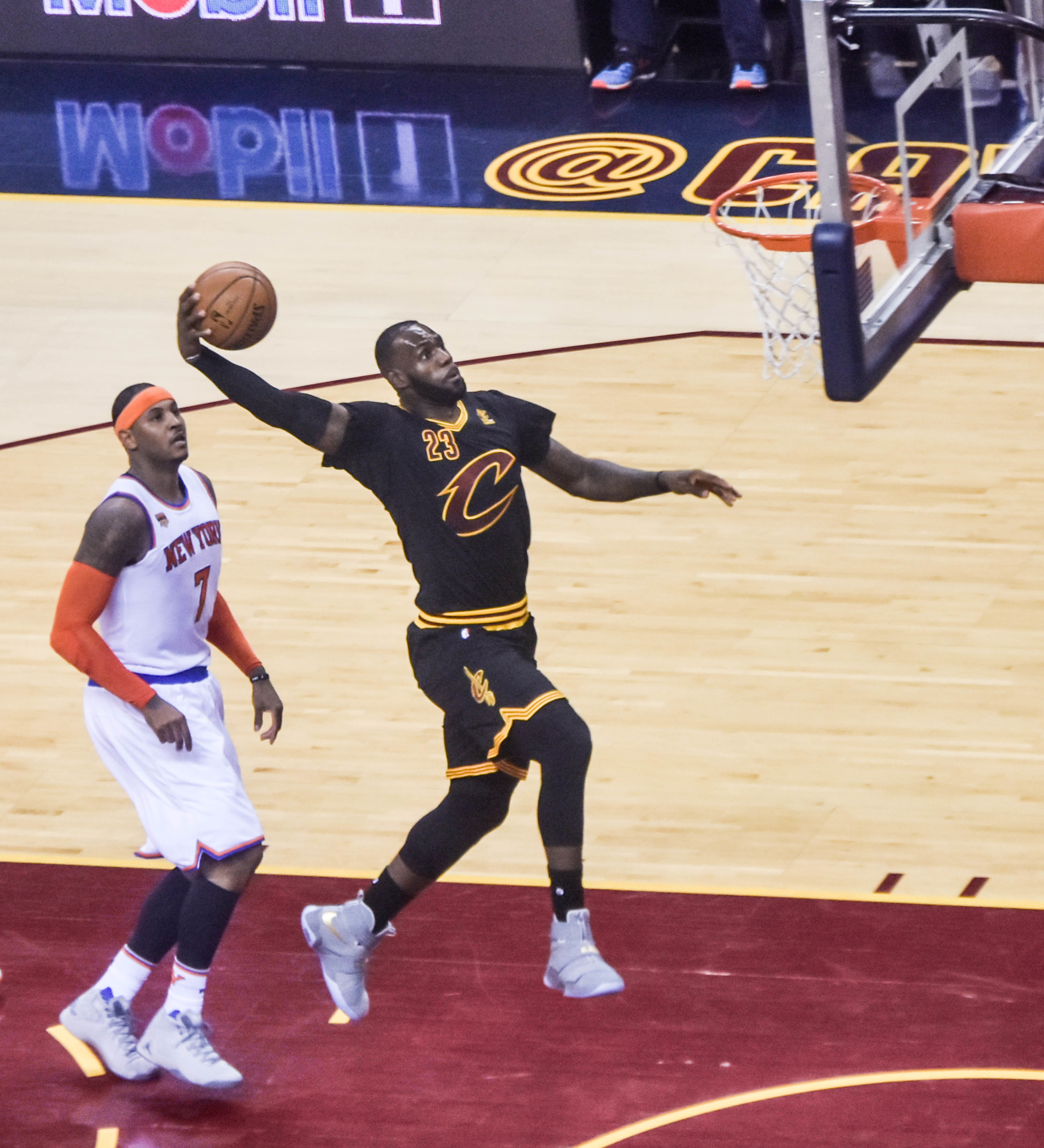
ダンクをするレブロン（2016年11月）

2016-17シーズン、レブロンはキャバリアーズと3年総額1億ドルで再契約し残留を決めた。キャバリアーズはレギュラーシーズンを51勝31敗で終え、プレーオフでは7年連続NBAファイナルに出場を果たした。しかし、ケビン・デュラントが加入し史上屈指のスーパーチームとなったウォリアーズに1勝4敗で敗退し、2連覇とはならなかった。敗れはしたものの、レブロン自身は平均33.6得点、12リバウンド、10アシストとNBAファイナル史上初の平均トリプルダブルを記録した。
このオフシーズンにチームメイトのカイリー・アービングがトレードを要求し、ボストン・セルティックスのアイザイア・トーマス、ジェイ・クラウダーらと引き換えに放出された。

#### 2017-18シーズン：更なる現役最強の証明、GOAT論争の白熱

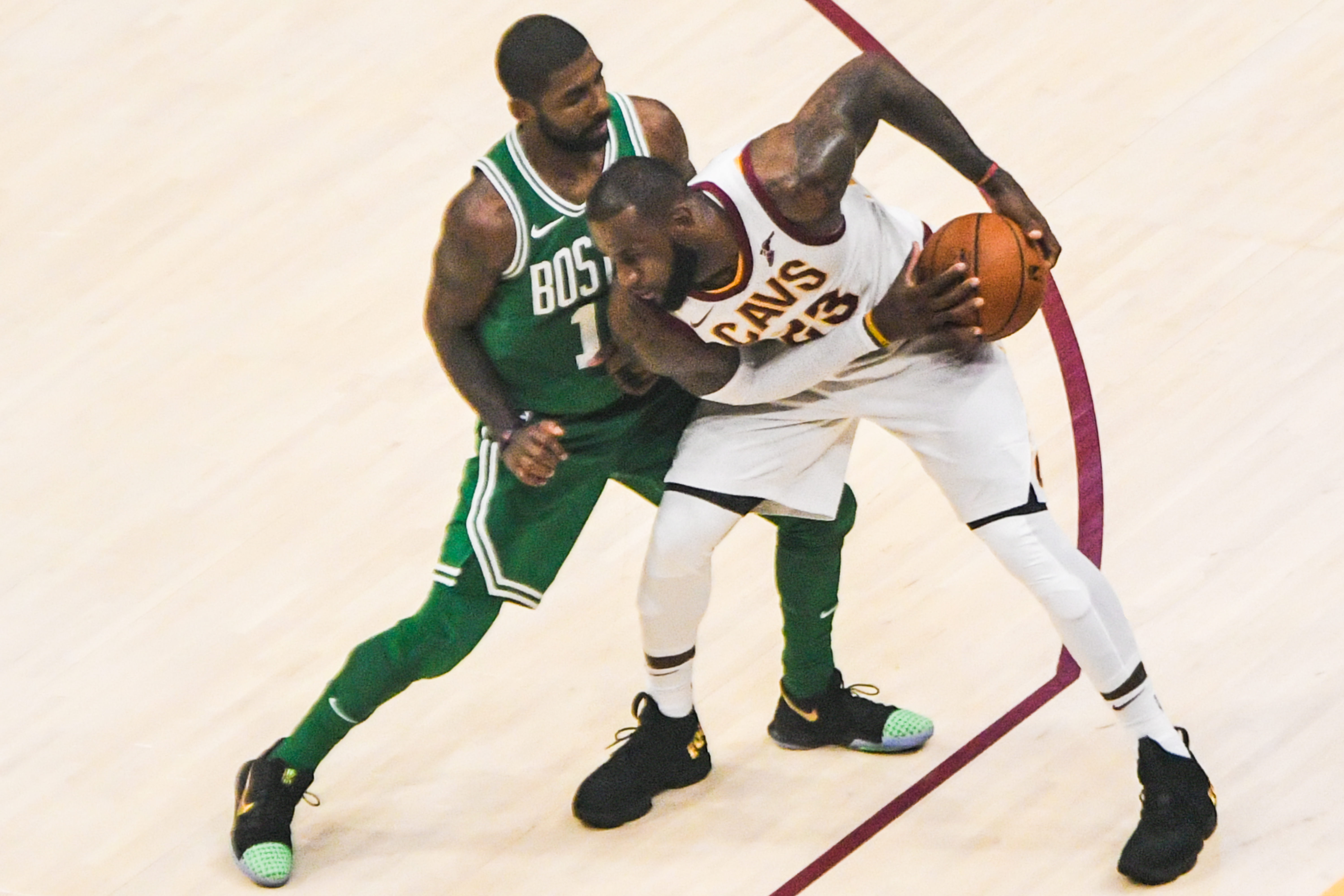
2017年10月、カイリー・アービングからボールを保持するレブロン。2人はキャブスで3シーズンにわたりチームメイトだった。

2017-18シーズン、レブロンは球団タイ記録の1試合57得点や、史上7人目の通算30000得点（史上最年少）を達成し、NBAオールスターゲームでは最多得票でキャプテンを務め、キャリア3度目となるオールスターMVPに選ばれた。また、2月には自身初の月間平均トリプル・ダブルを達成し、更に史上初の通算30000得点・8000リバウンド・8000アシスト以上を達成した選手となった。これに加えてキャリア通算10度目のシーズン2000得点を達成（史上3人目）、連続2桁得点試合記録を867試合（歴代最多）に伸ばすなど、個人としてはメモリアルなシーズンとなった。
一方で、キャバリアーズ自体はレブロンの孤軍奮闘が目立ち、50勝32敗と4位でシーズンをフィニッシュした。プレイオフでは1回戦で5位のインディアナ・ペイサーズに苦戦し、第7戦までもつれたシリーズを、レブロンが平均34得点、9リバウンド、9アシストを記録して辛くも突破した。2回戦では東1位のトロント・ラプターズと対戦したが、ジェームズが第3戦でブザービーターを沈めるなどしてスイープした。レブロンのシリーズ合計136得点、33リバウンド、45アシストに対し、ラプターズのデマー・デローザンとカイル・ラウリーの2人のエースのシリーズ合計が138得点、30リバウンド、46アシストという比較が話題となった。カンファレンス決勝に進出したキャバリアーズは、ジェイソン・テイタム、ジェイレン・ブラウンを中心としたボストン・セルティックスに苦戦し、2勝3敗と追い詰められた。迎えた第6戦でレブロンは46得点、11リバウンド、9アシスト、FG55%を記録し、クラッチタイムに2本連続でテイタム越しに3ポイントシュートを沈めて勝負を決め、第7戦でも48分フル出場、35得点、15リバウンド、9アシストの超人的なパフォーマンスでチームを勝利に導き、4年連続でファイナルに進出した。これは同時に個人で8年連続のファイナル到達という偉業であった。
NBAファイナルでは4年連続でゴールデンステイト・ウォリアーズと対戦し、第1戦でレブロンは47分出場、51得点、8リバウンド、8アシスト、FG成功率59%、3P成功率42%、FT成功率90%というキャリア屈指のパフォーマンスでウォリアーズを追い詰めた。しかし、同点で迎えた残り4.7秒、オフェンスリバウンドを取ったJRスミスがチームがリードしていると勘違いし、ボールをキープしたため、試合は延長戦に突入し、キャバリアーズは敗れた。そのまま0勝4敗でスイープされシリーズ敗退となったものの、ウォリアーズのスティーブ・カーHCは「全てを考慮すると、彼は誰も見たことがないレベルでバスケットボールをプレーしている」とレブロンを称賛した。ファイナル後、レブロンが初戦での敗戦に悔しさのあまりロッカールームのホワイトボードを破壊し、その際に左手を骨折していたことが報じられた。それでも第2戦以降も出場を続けていた。
優勝こそ逃したが、レブロンはこのシーズンの全試合に出場し、合計出場時間もリーグトップを記録しており、33歳にしてなお現役最強を知らしめた。カイリー・アービングは「今季のシーズンMVPはジェームズ・ハーデンかもしれないが、NBA全体のMVPはレブロンだ」と語った。2017–18シーズンのレブロン・ジェームズこそ全盛期であるとみなすファンも多い。マイケル・ジョーダンとのGOAT論争がさらに白熱したシーズンとなった。

### ロサンゼルス・レイカーズ時代

#### 新天地での挑戦へ

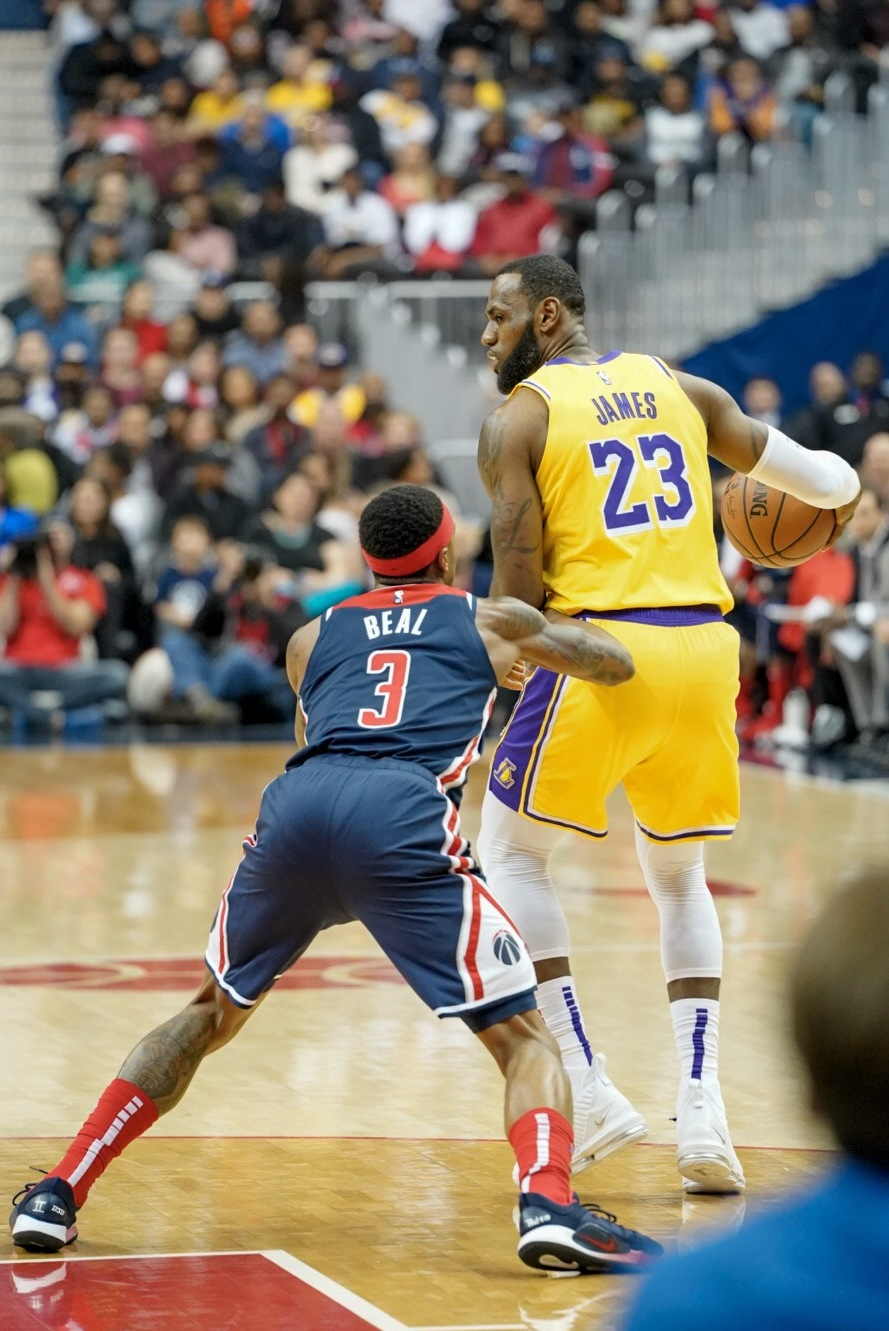
2018年12月、ブラッドリー・ビールに対してポスティングを行うレブロン

オフシーズンにレブロンは契約最終年のプレイヤー・オプション破棄を選択してフリーエージェントとなり、ロサンゼルス・レイカーズと総額1億5400万ドルの4年契約（4年目はプレイヤーオプション）を結んだ。

#### 2018-19シーズン：キャリア最長の離脱
2018-19シーズン、レブロンは12月25日のウォリアーズ戦で鼠蹊部を負傷すると、17試合連続で欠場した。これは自己最長となった。2月1日のロサンゼルス・クリッパーズ戦で戦列復帰し、3月6日にはウィルト・チェンバレン、マイケル・ジョーダンを抜いてNBA通算得点ランキング歴代4位に浮上した。しかしチームの成績は低迷し、レイカーズがレブロンの出場時間に制限を設けた事もあり、プレイオフ進出は出来なかった。レブロンがプレイオフを逃すのは2004-05シーズン以来14年ぶりで、オールNBAチームでもサードチームになり、ファーストチームを12年ぶりに逃した。

#### 2019-20シーズン：コービーの急逝、自身4度目のチャンピオンリング獲得
2019-20シーズン、アンソニー・デイビスのレイカーズ加入によりレブロンの負担が軽減し、レイカーズも開幕から破竹の勢いで勝利を重ねた。レブロンは1月25日のフィラデルフィア・セブンティシクサーズ戦で29得点を記録し、コービー・ブライアントを抜いて通算得点の歴代3位に浮上した。これを受けて試合後にコービーが祝福コメントをSNS上で伝えたが、翌日に彼はヘリコプターの墜落事故により急逝し、これが最後の投稿となった。レブロンはSNSに追悼メッセージを投稿したほか、1月31日のトレイルブレイザーズ戦前には追悼スピーチを行った。
このシーズン、レブロンは平均10.2アシストを記録し、キャリア17年目にして初のアシスト王に輝いた。新型コロナウイルスによるシーズン中断を経て迎えたプレーオフでも活躍し、レイカーズを10年ぶりのNBAファイナルに導き、古巣マイアミ・ヒートと対戦した。史上初の無観客でのNBAファイナル開催となったが、2度のトリプル・ダブルを含む平均29.8得点、11.8リバウンド、8.5アシストの圧倒的な活躍で4勝2敗でヒートを破り、自身4度目のNBAチャンピオンに輝いた。更にNBA史上初となる異なる3つのチームでファイナルMVPに選ばれた。また、レブロンのNBAプレーオフ通算出場時間はNBA史上初となる1万分越えの1万811分で、ティム・ダンカンを抜き歴代1位となり、史上最多タイとなる4回目のAP通信年間最優秀男性アスリート賞を獲得した。またアシスト王とファイナル制覇を同一シーズンに達成したのは、1987年のマジック・ジョンソン以来33年ぶりであった。

#### 2020-21シーズン：連覇への過酷な挑戦
2020-21シーズン、レブロンはレイカーズと2年総額8500万ドルで契約延長した。COVID-19パンデミックの影響で、NBA史上最短のオフシーズンを経て、72試合に短縮されたシーズンは開幕した。レブロンはNBA史上初の1000試合連続で2桁得点を記録し、史上3人目のキャリア通算35000点を達成した。一方で、3月20日のアトランタ・ホークス戦で足首を捻挫し、キャリア最長の20試合以上を欠場することになった。最終的にはシーズン72試合中45試合に出場し、1試合平均25.0得点、7.7リバウンド、7.8アシスト、シュート成功率は51.3%を記録した。17シーズン連続での平均25得点以上はNBA史上最多記録であった。また、17年連続でオールNBAチームに選出された（2ndチームは2007年以来であった）。
プレーオフでは1回戦でウエスタン・カンファレンス2位のフェニックス・サンズと対戦した。レイカーズは2勝1敗で勝ち越したが、アンソニー・デイビスが4戦目で鼠径部の緊張に苦しみ離脱した後、3連敗してシリーズを敗退した。レブロンがプレーオフ1回戦で敗れたのはキャリア初の出来事となった。レブロンはこのシリーズで平均23.3得点を記録したが、これは2014年のイースタン・カンファレンス決勝で平均22.8得点を記録して以来のシリーズ最低点であった。

#### 2021-22シーズン：史上最多記録の更新、チームの不振
2021–22シーズン、レイカーズは大型トレードによる元MVPラッセル・ウェストブルックの獲得、レブロンの盟友カーメロ・アンソニーとの契約などを経て、新体制でシーズンに臨んだ。12月9日のオクラホマシティ・サンダー戦では、史上5人目となる通算100回目のトリプル・ダブルを達成した。12月25日のブルックリン・ネッツ戦では39得点を記録し、コービー・ブライアントと並ぶNBAクリスマスゲーム歴代最多タイ出場（16回）と共に、通算396得点で歴代最多得点者となった。

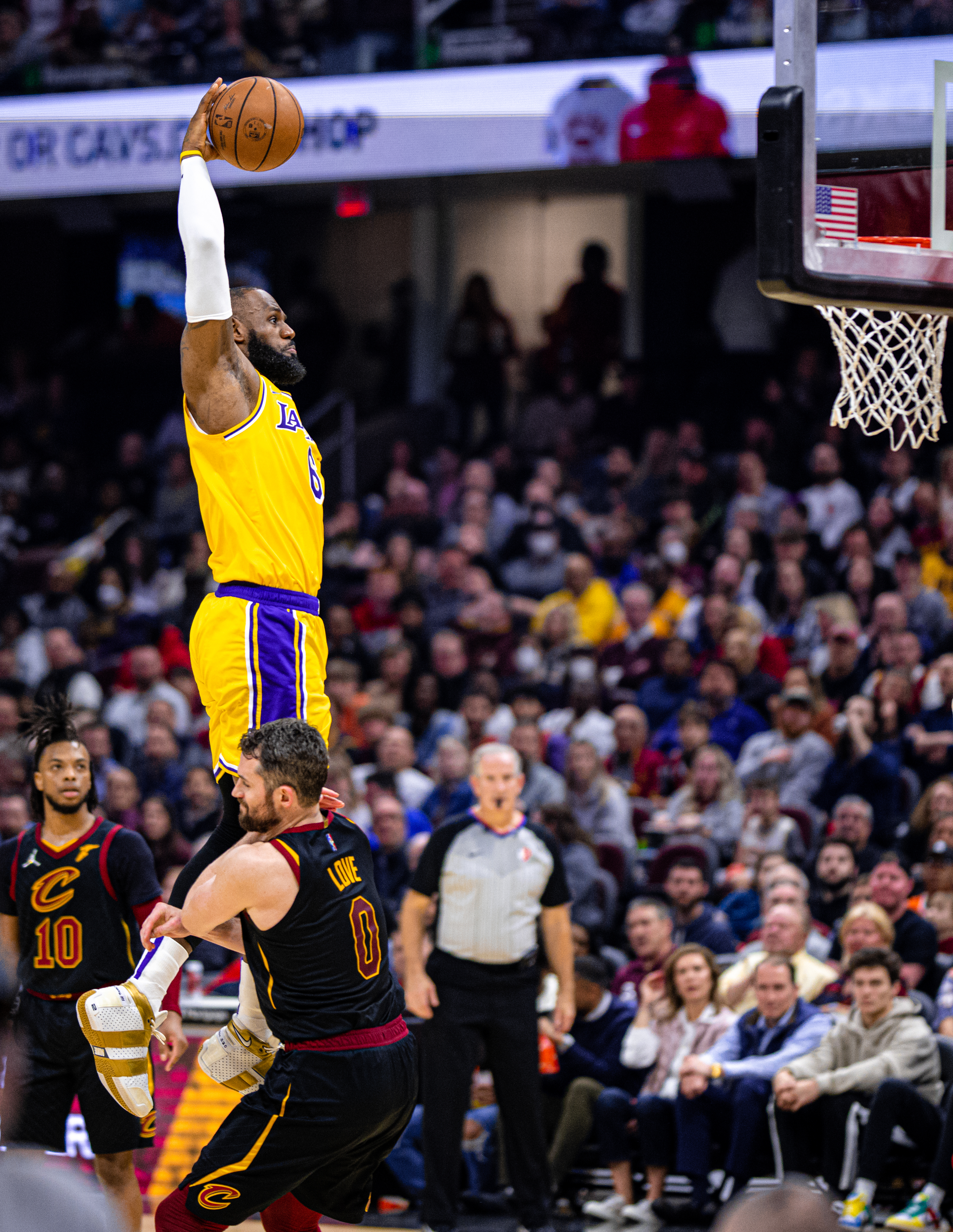
37歳にもかかわらず、豪快なダンクを披露するジェームズ（2022年3月）。

NBAオールスターゲームでは最多投票での18回目の選出（5度目のキャプテン）となり、地元クリーブランドの観客の前で決勝点となるダガーショットを決めて、オールスター5連勝を達成した。3月5日のゴールデンステート・ウォリアーズ戦では56得点、3月11日のワシントン・ウィザーズ戦では50得点を記録し、史上最年長での1シーズン複数回50得点を達成した。また、3月13日のフェニックス・サンズ戦で通算30000得点・10000リバウンド・10000アシストを達成した史上初の選手となり、3月19日のウィザーズ戦ではカール・マローンを抜いてNBA歴代通算得点2位に浮上した。
一方で、レイカーズはアンソニー・デイビスの長期離脱もあり、開幕前に期待されていたほどの成績を残せず、チームは2019年以来となるプレーオフ不出場となった。レブロンは自身2度目のオールNBAサードチームに選ばれ、史上最多18年連続のオールNBAチーム選出となった。

#### 2022-23シーズン：NBA通算得点歴代1位へ
2022-23シーズン、レブロンはレイカーズとの2年総額9800万ドルの再契約に合意した。1月24日のロサンゼルス・クリッパーズ戦では、キャリアハイとなる9本の3ポイントを含む46得点を記録して、NBAの全30チームから40得点超を記録した史上初の選手となった。NBAオールスターでは史上最多タイ19回目の選出を果たした。2月7日のオクラホマシティ・サンダー戦で、カリーム・アブドゥル・ジャバーの記録を更新し、遂にNBA通算得点歴代1位となった。
レイカーズはシーズン中盤まで苦しんだが、大型トレードでラッセル・ウェストブルックを放出し、ディアンジェロ・ラッセルやジャレッド・ヴァンダービルトを獲得したシーズン後半からは巻き返して、プレイオフに進出した。レブロンはレギュラーシーズンを平均28.9得点、8.3リバウンド、6.8アシストで終え、史上最年長でシーズン平均25得点、5リバウンド、5アシスト以上を記録した選手となった。
プレーオフでは、レブロンはメンフィス・グリズリーズとの1回戦で、キャリア初の20得点・20リバウンドを達成するなど活躍して破り、準決勝では4勝2敗でゴールデンステイト・ウォリアーズを退け、レイカーズを西カンファレンス決勝に導いた。しかし、カンファレンス決勝のニコラ・ヨキッチ率いるデンバー・ナゲッツ戦では劣勢となり、第4戦でレブロンが40得点、10リバウンド、9アシストを記録するも敗れ、レイカーズはシリーズを4連敗してシーズンを終えた。

#### 2023-24シーズン：史上唯一の40K-10K-10Kクラブ到達、NBAカップ初代MVP
2023-2024シーズン、レブロンは11月21日のユタ・ジャズ戦で史上初の通算39000得点を達成した。12月19日のNBAインシーズン・トーナメント決勝ではインディアナ・ペイサーズを破り、初代王者になると共に、レブロンは初代トーナメントMVPとNBAオールトーナメントチームに選出された。また、NBAオールスターゲームでは史上初となる20回目の選出を果たした。1月27日のゴールデンステート・ウォリアーズ戦ではダブルオーバータイムの末に、36得点、20リバウンド、12アシストを記録して145-144で勝利し、レイカーズにおいては1976年のカリーム・アブドゥル＝ジャバー以来となる30-20-10のトリプルダブル達成となった。
3月2日のデンバー・ナゲッツ戦では、26得点を記録し、通算40000得点・10000リバウンド・10000アシストを達成した史上唯一の選手となった。また、3月31日のブルックリン・ネッツ戦ではキャリアハイに並ぶ9本の3ポイントを成功させるなど、シーズンハイに並ぶ40得点を記録した。
プレーイン・トーナメントで勝利して出場を決めたキャリア17回目のプレーオフでは、前年敗れたデンバー・ナゲッツとの再戦となった。またも3連敗してスイープの危機に陥る中で、レブロンが第4戦の第4クォーターでレイカーズの30得点中14得点を記録して、レイカーズは何とか勝利した。しかしレイカーズは第5戦で106-108で敗れてシリーズを敗退し、ナゲッツにリベンジする事はできなかった。レブロンがプレイオフ1回戦で敗退したのはこれがキャリア2度目であった。

#### 2024-25シーズン：史上初の親子共演、更なる歴代記録の更新
2024-25シーズン、レブロンはレイカーズとの2年総額1億400万ドルの再契約に合意した。また、NBAドラフトでは、息子ブロニー・ジェームズが2巡目全体55位でレイカーズから指名され、10月22日の開幕戦でNBA史上初の公式戦で選手としての親子共演を達成した。
12月19日のサクラメント・キングス戦で、レギュラーシーズン出場時間で歴代1位となった。また、12月25日のゴールデンステート・ウォリアーズとのNBAクリスマスゲームでは、NBA史上初のクリスマスゲーム通算11勝と、通算500得点を記録した選手となった。
1月3日のアトランタ・ホークス戦で、キャリア通算563回目の30得点以上を記録して、マイケル・ジョーダンを抜いて歴代1位となった。また、1月21日のワシントン・ウィザーズ戦では、40代でトリプル・ダブルを達成した史上2人目の選手（2003年のカール・マローン以来）となり、同時に通算スティール数で歴代7位となった。
2月6日のゴールデンステイト・ウォリアーズ戦ではスリーポイント6本を含む42得点、17リバウンド、8アシストを記録して、史上最年長40得点試合を更新した。また、2月20日のポートランド・トレイルブレイザーズ戦では、再び40得点を記録して、NBA史上初の40代で40得点を複数回達成した選手となった。
2月初頭のアンソニー・デイビスとルカ・ドンチッチの衝撃的なトレードでチーム事情が大きく揺れ動く中で奮闘してチームを支え、2月4日にはNBA週間最優秀選手賞に史上最年長で選出された。また、2月全体で平均29.3得点、10.5リバウンド、6.9アシスト、1.2スティール、9勝2敗を記録し、NBA月間最優秀選手賞にも史上最年長で選出された。一方で、NBAオールスターゲームでは21年連続のスターターに選ばれたが、長引く足首の負傷によりキャリアで初めて欠場した。
3月5日のニューオーリンズ・ペリカンズ戦で、34得点を記録し、レギュラーシーズンとプレーオフの合計で5万得点を達成したNBA史上初の選手となった。また、3月26日のインディアナ・ペイサーズ戦では、NBA史上最年長で勝利に導くブザービーターを沈め、プレイオフを含むキャリア通算で8回目となり、コービー・ブライアントらと並び歴代2位タイとなった。
3月29日のメンフィス・グリズリーズ戦で、NBA史上初のシーズン通算4万2000得点に到達した。レイカーズは最終的に2019-20シーズン以来の50勝を挙げて、西3位でプレーオフに進出した。レブロンは40歳にして、70試合で平均24.4得点、7.8リバウンド、8.2アシストという前人未踏の成績を記録したが、2005年から続いていた20年連続シーズン平均25得点・5リバウンド・5アシスト以上の記録は遂に幕を閉じた。
プレーオフ1回戦ではミネソタ・ティンバーウルブズと対戦したが、1勝4敗で敗退。シリーズでは若く守備力に優れたティンバーウルブズに対し、チームの得点力や守備面で課題を露呈し、特に終盤の競り合いでの対応力が不足したと指摘された。 
シーズン終了後、レブロンはMVP投票6位となり、オールNBAセカンドチーム（21年連続でのオールNBAチーム受賞記録）に選出された。これはMVP票を史上最年長で獲得すると共に、史上初の40代でのオールNBAチーム選出を成し遂げる快挙となった。

## 代表歴

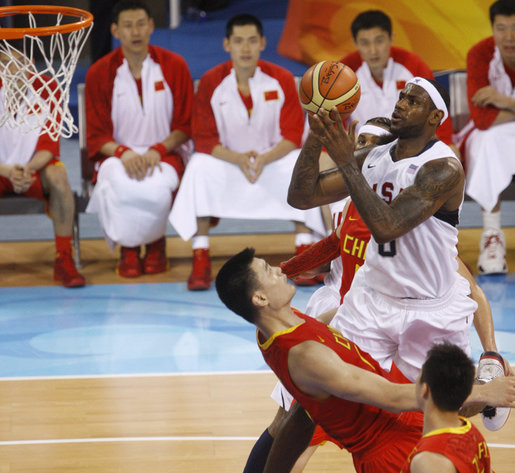
北京オリンピック、2008年8月10日の対中国戦にて

### 2004年、2006年：2度の銅メダル
NBAでの1年目が終わった2004年の夏にアテネ五輪にアメリカ代表として出場したが、ベテラン重視のラリー・ブラウンHCの方針により平均14.6分と満足な出場時間を得られず5.8得点、2.6リバウンドの成績にとどまり代表チームは4大会ぶりに金メダルを逃し、現役NBA選手が参加して初めて金メダルを逃すこととなり銅メダルに終わった。
2006年に日本で開催されたバスケットボール世界選手権ではドウェイン・ウェイド、カーメロ・アンソニーと共に3人のチームキャプテンの1人に指名され主力選手の1人としてプレイし、14.8得点、4.8リバウンド、4.1アシストの成績を残したが、代表チームはまたしても銅メダルに終わった。

### 2008年："Redeem team" 初の金メダル
2008年開催の北京オリンピックでは、チームUSAのマネージングディレクターであるジェリー・コランジェロとHCのマイク・シャシェフスキーが、ジェームズが周囲から度々指摘されていた態度を改善するようアドバイスを行い、ジェームズはそれに従った。「2004年にはUSAのユニフォームを着るのがどういう事か、我々が代表しているのはどんな人々か分かっていなかった。今は間違いなく分かっている」とジェームズ自身もその姿勢と経験を評価しチーム力は向上した。オリンピックではジェームズは全試合安定した成績を残し、チームUSAも無敗を続け、決勝でジェームズは14得点、6リバウンド、3アシストを記録しスペインを破って2000年以来の金メダルを獲得した。コービー・ブライアントも参加したこの年のチームUSAは王座の奪還という意味を込めて"Redeem team"と呼ばれた。

### 2012年：現役最高の選手として・2度目の金メダル
2012年開催のロンドンオリンピックではチームキャプテンに指名され、ケビン・デュラントと共にチームを引っ張った。決勝でも重要な場面で3Pを決めたり実質的なエースはレブロンであったが、デュラントに点を決めさせるというチームの方針通り司令塔として、またよりオールラウンドな活躍を見せてアメリカ代表としては初のトリプルダブルを記録し、2大会連続でアメリカに金メダルをもたらした。同時に、同じ年にシーズンMVP、ファイナルMVP、NBA優勝を果たしてオリンピック金メダルを獲得した選手となり、これはマイケル・ジョーダンに続く史上2人目の快挙となった。大会後、マイク・シャシェフスキーHCは、ジェームズが「最高の選手であり、最高のリーダーであり、今ゲームをプレイしている誰よりも賢い」と述べた。

### 2024年："The Avengers" 3度目の金メダル、39歳での五輪MVP
2024年、レブロンは12年のブランクを経てパリ五輪代表チームに復帰した。ケビン・デュラント、ステフィン・カリー、ジョエル・エンビードらも参加する史上屈指の豪華メンバーが揃ったこの代表チーム（英語: 2024 United States men's Olympic basketball team）はコミックのスーパーヒーローチームに例えられ"The Avengers"と呼ばれた。592人のアメリカ代表選手全員の投票により、レブロンは男子バスケットボール選手として史上初の選手団旗手を務める栄誉に輝いた。

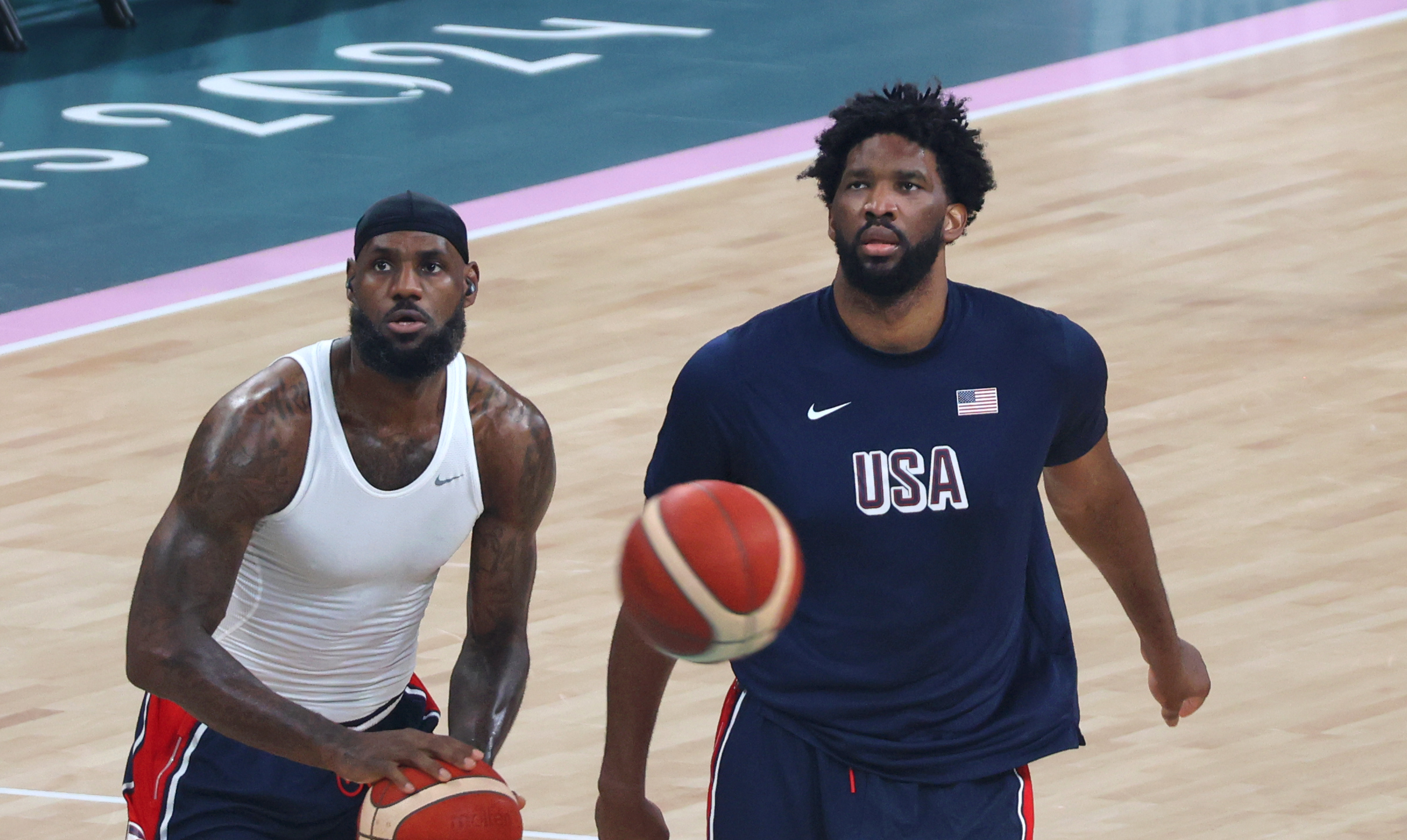
2024年パリ五輪でのレブロンとジョエル・エンビード

予選からNBA最年長選手とは思えぬ大活躍を続け、準決勝のニコラ・ヨキッチ率いるセルビア戦では最大17点差をつけられる劣勢から16得点、12リバウンド、10アシストの自身12年ぶりとなる五輪でのトリプル・ダブル達成で大逆転勝利を収め、同時に1人で複数回のトリプル・ダブルを達成した五輪史上初の選手となった。続く決勝では開催国のビクター・ウェンバンヤマ擁するフランスを98-87で破り、USA代表はオリンピック直前の親善試合を含めて11戦全勝、レブロンはオリンピックで3つの金メダルを獲得した史上3人目の男子バスケットボール選手となった。
レブロンはアメリカ代表でアシスト、リバウンド、スティール、FG%でトップを記録し得点もチーム内で2位という驚異的な活躍により、39歳にして五輪バスケットボール競技の主催FIBAが選出する大会MVPに選ばれた。これはマヌ・ジノビリ、ケビン・デュラントに続く史上3人目の受賞となった。

## プレースタイル

### 万能性
NBA史上屈指の得点力とパス能力の他、ポイントガードからセンターまでガードできる守備力も併せ持つ究極のオールラウンダー。身長6フィート9インチ（約206cm）、体重250ポンド（約113kg）のレブロンは、キャリアの大半をスモールフォワードとパワーフォワードのポジションでプレーしてきたが、必要に応じて他のポジションでも起用されている。運動能力が高く、多才な彼のプレースタイルは、殿堂入りしたオスカー・ロバートソン、マジック・ジョンソン、マイケル・ジョーダンと比較される。2023-24シーズンまでのレブロンのキャリア平均は1試合あたり27.1得点、7.5リバウンド、7.4アシスト、1.5スティール、0.7ブロックの成績を残している。
マイケル・ジョーダンよりマジック・ジョンソンに近いという意見が多い。シャキール・オニールは「若き日のレブロンはマジック・ジョンソンに近い選手だった。彼はジョーダンの能力を備えたマジックみたいなものだ。」と述べている。他にもジョーダンの相棒として知られ、バスケットボールIQが高く攻守ともにプレースタイルが似ていたスコッティ・ピッペンと比較する意見もあり、ピッペン自身もそれを認めている。

### オフェンス

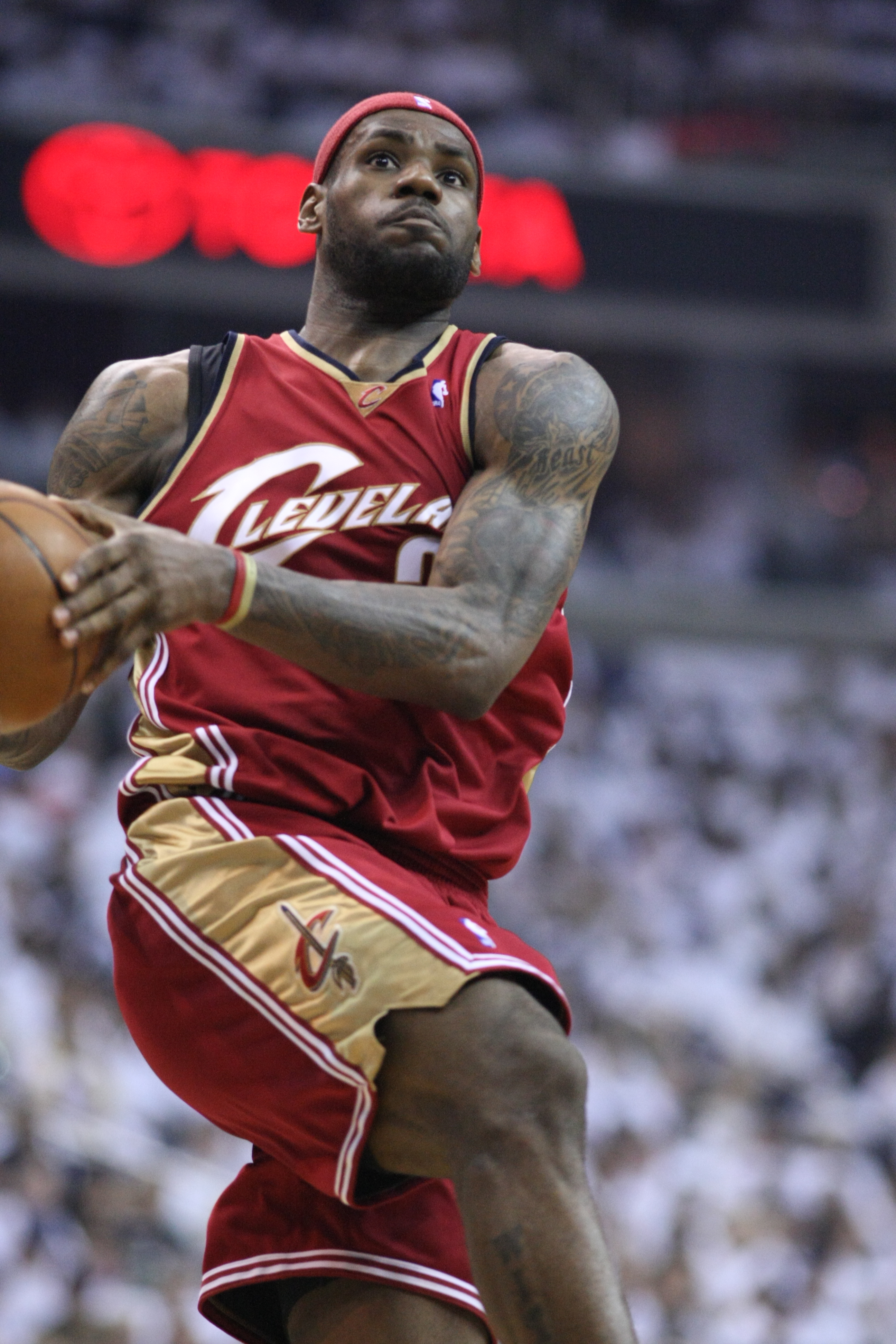
ドライブからダンクをするレブロン（2008年3月）。2013年のレブロンは高いシュート成功率にもかかわらず、フィールドゴール成功数がリーグ1位だった

NBAデビュー時からチームの得点王となり、数々の最年少記録を更新した。長身選手でありながら、ガードのスキルを有しており、「ポイントフォワード」と称され、5つのポジションをこなすことができる。初期はペリメーターエリアからのシュートが多かったが、キャリアを通してそのシュートレンジと精度は上昇していき、また、早い段階でバスケットボール界最高のスラッシャーかつフィニッシャーの1人としての地位も確立した。そのスピード、クイックネス、サイズのコンビネーションは相手チームにマッチアップの問題を引き起こし、更にそれはトランジションでより顕著であった。ディフェンスリバウンドを奪い、そのままディフェンスをトランジションで打ち負かし、ハイライトとなる得点を決めることで名声を高めた。
ヒート移籍当初までは身体能力頼みにプレーする傾向にあったが、ポストオフェンスを一層に磨き上げ、ジャンプショットのセレクションと精度を改善した。加えてヒートのPass-Happyオフェンスでオフボール・ムーブを身に着けた事で、レブロンのスコアリング効率は大きく上昇し、2012–2013シーズンはリーグ1位のフィールドゴール成功数と同時にフィールドゴール成功率もリーグ5位を記録した。キャリア初のスリーポイント成功率40%を記録したのもこのシーズンであった。ESPNのトム・ハバストロフは、ジェームズについて唯一「平均的」であるフリースローだけが弱点だと述べた。レイカーズ移籍後はスリーポイントの試投数を増やしており、更に2023-2024シーズンにはキャリアハイとなるスリーポイント成功率41%を記録し、2012-2013シーズン以来の40%超えとなった。
レブロンはキャリアのほとんどで、チームの主要なボールハンドラーとしてオフェンスをコントロールしてきた。そのプレーメイキング能力は彼の最高のスキルの一つと考えられており、一部のアナリストはNBA史上で最も偉大なパサーの1人として彼をランク付けした。レブロンはそのサイズ、ビジョン、そして相手ディフェンスから注目される事を利用し正確なアシストでチームメイトに簡単な得点を生み出す事ができる。レブロンはディフェンス間をすり抜けるパスやジャンプ後のパスを、相手の想像を超えるレベルで実行するため、オープンなシューターを見つけられパスを出されるのを防ぐために、相手チームはコートのウィークサイドをより強くカバーするゾーンの要素をディフェンス戦術に取り入れることを余儀なくされる。
キャリアの初期には、レブロンはプレッシャーのかかる状況や、特に接戦の終了間際にシュートを打たずにパスをすることで批判された。しかし、キャリアが進むにつれてレブロンのクラッチパフォーマンスは効率的であるとむしろ好意的に見られるようになった。統計においても、「試合残り1分以内、同点に追いつくか逆転する場面で、キャリア通算での試投数20本以上」という基準で選出された選手リストで、レブロンは歴代4位の成功確率（45.2%）を誇り、マイケル・ジョーダンやコービー・ブライアントよりも遥かに上位である事が報告されている。また、2025年にはNBA史上最年長での勝利ブザービーターの記録保持者となり、プレイオフでの勝利ブザービーター成功数で歴代1位（5回）、レギュラーシーズンとプレイオフの合計成功数で歴代2位タイ（8回）となった。
プレーオフでのエリミネーションゲーム（シリーズ敗退がかかった試合）ではキャリアを通して圧巻のパフォーマンスを見せており、計29試合で平均33.1得点、10.3リバウンド、7.5アシスト、1.8スティール、0.9ブロックを記録している。2024-2025シーズン終了時点で、この平均得点は3試合以上のエリミネーションゲームに出場した選手の中でNBA史上最多である。また、シリーズ第7戦までもつれこんだ場合は通算6勝2敗と非常に勝率が高く、計8試合で平均34.9得点、9.9リバウンド、5.6アシスト、1.8スティール、0.9ブロックを記録している。

### ディフェンス

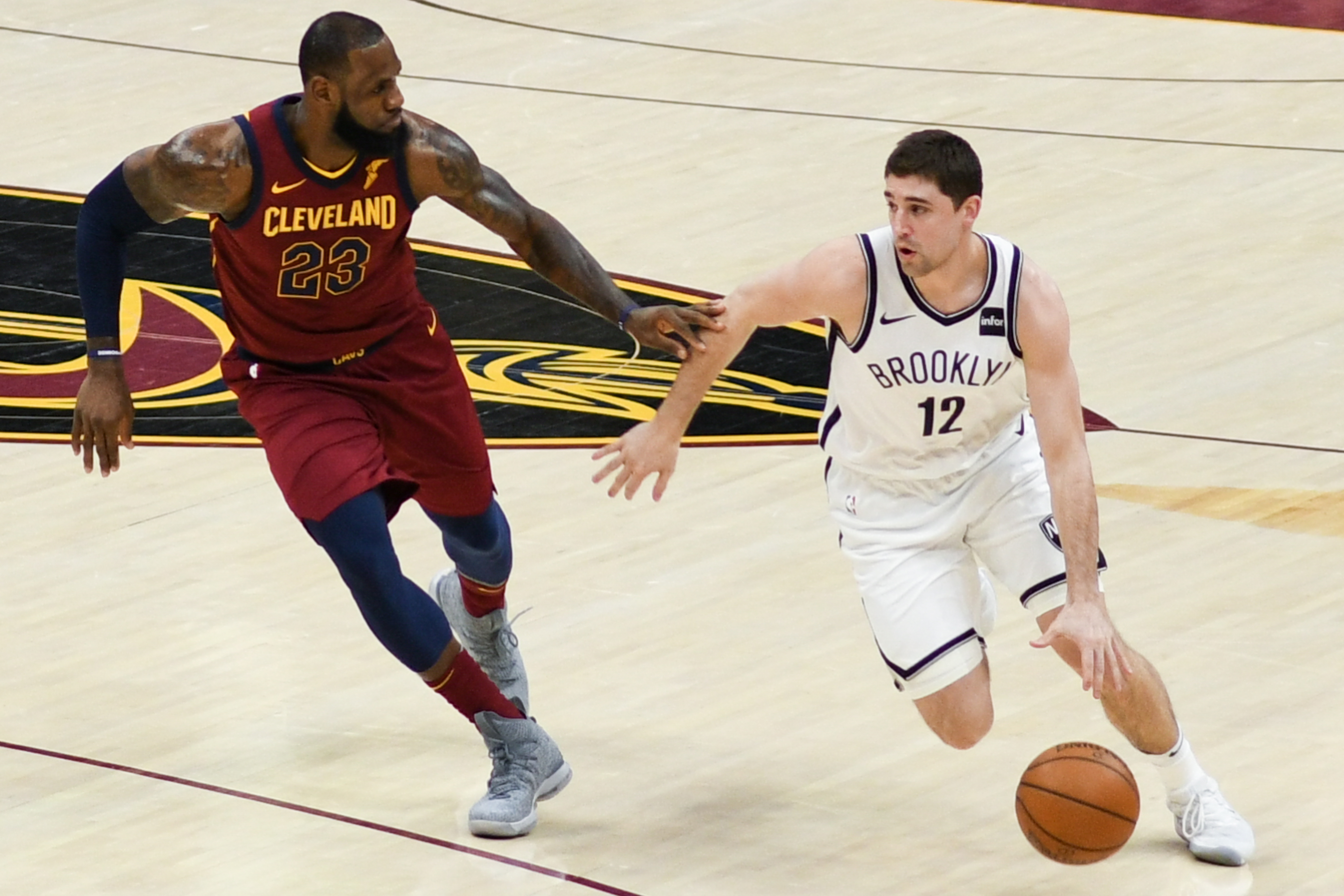
ジョー・ハリスをディフェンスするレブロン（2018年2月）

キャリア当初はディフェンスが苦手とされていたが、年月を経て着実に向上し、2008-09シーズンを皮切りにオールディフェンシブ1stチームの常連となった（2009年と2013年にはNBA最優秀守備選手賞の投票数が2位である）。2009年からはレブロンの代名詞ともなった、トランジションで相手の背後からショットをブロックするチェイスダウンブロックを得意とするようになり、マイアミ時代はより汎用性の高い守備力の選手に成長し、ヒートは彼の5つのポジションを守ることができることに依存していた。また、シェーン・バティエ、ドウェイン・ウェイドとともに、ヒートは超攻撃的な守備スキームでレブロンを活用して、ペイントエリア付近またはリバウンドのヘルプをこなしていた。
しかし、2014年以降になると一部のアナリストはレブロンのディフェンスを怠る癖と年齢的な衰えから、守備の影響力が後退したと報告している。キャバリアーズ第2期在籍中からレブロンの守備意識は次第に低下していき、オフボールのヘルプやスイッチディフェンスには積極的ではなくなった。レブロン自身は、このアプローチを「チルモード」と呼んだ。しかしながら、プレーオフやトーナメントになると守備力が全盛期と遜色ないレベルに戻ることから、一部のアナリストやファンなどから「プレーオフ・レブロン」と呼ばれるようになった。

## 特に有名なプレイ
- 2007年：イースタン・カンファレンス決勝、終盤の独り舞台で初のNBAファイナル進出へ

2007年のイースタン・カンファレンス決勝の第5戦で、デトロイト・ピストンズ相手にキャバリアーズの最後の25得点を全てレブロンが獲得し、更に、ダブルオーバータイム残り3秒で、ドライブからレイアップを決めて勝利を決定づけた。50分間出場、48得点、9リバウンド、7アシスト、FG54.5%、ターンオーバー2つの完璧な勝利だった。
- 2009年：イースタン・カンファレンス決勝、プレイオフ初のブザービーター

2009年のイースタン・カンファレンス決勝の第2戦で、オーランド・マジックに2点ビハインドで4Q残り1秒の場面。レブロンがインバウンドからボールをもらい、ロングジャンパーを決めてクリーブランドに勝利をもたらした。プレイオフで初のブザービーターとなった。
- 2012年：相手ポイントガードを完全に飛び越えたアリウープ

2012年のシカゴ・ブルズとの対戦で、ドウェイン・ウェイドからのアリウープパスを決めるために、ブルズのポイントガードである身長178cmのジョン・ルーカスを完全に飛び越えて、そのままダンクを決めた。
- 2012年：イースタン・カンファレンス決勝、第6戦でのパフォーマンス

ボストン・セルティックスとの東カンファレンス・ファイナルで、2勝3敗と追い込まれた第6戦のアウェイで、45得点、15リバウンド、5アシスト、FG73%と圧巻の活躍を見せ、第7戦にもつれこませた。マイアミ・ヒートは第7戦でも勝利し、NBAファイナルへと駒を進めて優勝した。レブロンのキャリアの中でも代表的な試合の１つ。
- 2013年：ジェイソン・テリーへのポスタライズダンク

ボストン・セルティックス戦で、アリウープでのダンクをしながら、それを守ろうとしたジェイソン・テリーを吹き飛ばしたシーン。当時マイアミ・ヒートとセルティックスのライバル関係が最高潮に達していた敵地TDガーデンでの出来事であり、レブロンのダンクの中でも時代を超えるものの1つ。
- 2013年：NBAファイナル第7戦、連覇を決定づけたカワイ・レナード越しのジャンパー

マイアミ・ヒートの2連覇を決定づけた、第7戦でのカワイ・レナード越えのミドルレンジ・ジャンパー。その試合でことごとくジャンプショットを沈めてきたレブロンが、残り28秒でヒートを4点リードにしたクラッチショット。その後、偉大なディフェンダーの1人として地位を確立するレナードを相手に決めた事が、このショットをより印象的にした。
- 2014年："サイレンサー"セレブレーション

レブロンがゴールデンステイト・ウォリアーズを破るブザービーターのスリーポイントを沈めた後、吠えるような表情で胸を叩きながら代表的なセレブレーションである"サイレンサー（「静かにしろ」の意）"を行った場面。このセレブレーションは後にウサイン・ボルトも真似した事で知られる。
- 2016年：NBAファイナル第5戦、第6戦での完璧なパフォーマンス

2016年のNBAファイナルで、キャバリアーズは第7戦で初の優勝トロフィーを獲得したが、その前にレブロンはキャリアの中でも最高の連続パフォーマンスでそこに辿り着いた。1勝3敗と追い詰められ、ミスが許されない状況で、レブロンは第5戦と第6戦の合計で82得点、24アシスト、18リバウンド、7スティール、6ブロック、FG56%、3P50%、3ターンオーバーの完璧なバスケットボールを見せ、シリーズをイーブンに戻した。
- 2016年：NBAファイナル第7戦でのアンドレ・イグダーラへのブロック

同じく2016年のNBAファイナル第7戦で、同点のまま時間が過ぎるクラッチタイムの中、ゴールデンステイト・ウォリアーズのアンドレ・イグダーラがトランジションからイージーなレイアップを試みたが、レブロンが超人的なチェイスダウンブロックでそのボールをボードに叩きつけてブロックした。その数分後、カイリー・アービングがスリーポイントを決め、クリーブランド・キャバリアーズに初のNBAタイトルがもたらされた。
- 2018年：レイカーズの全員を騙したノールックパス

レブロンが隣にいたカイル・コーバーへの目線と手の動きだけでロサンゼルス・レイカーズ全員のディフェンスを操り、その結果、アンテ・ジジッチがゴール下で完全にフリーになり、ノールックパスからイージーバスケットを生んだ。
- 2016年 - 2018年のポストシーズンでトロントを完全に粉砕

レブロンは2011年から2018年の8シーズン連続でNBAファイナルに進出しており、その間のイースタン・カンファレンスでの支配ぶりを象徴する相手がトロント・ラプターズである。ラプターズは2016年から3シーズン連続で50勝以上を挙げ、そして、その全てのシーズンでレブロンによって完全に粉砕された。特に2018年のラプターズは59勝23敗の好成績を残していたが、東地区セミファイナルでレブロンにあっさりとスイープされている。その中でも、第3戦を制したレブロンの勝利を決定づけるブザービーターは、ポストシーズンにおけるキャリアハイライトのひとつとなっている。

## レガシー

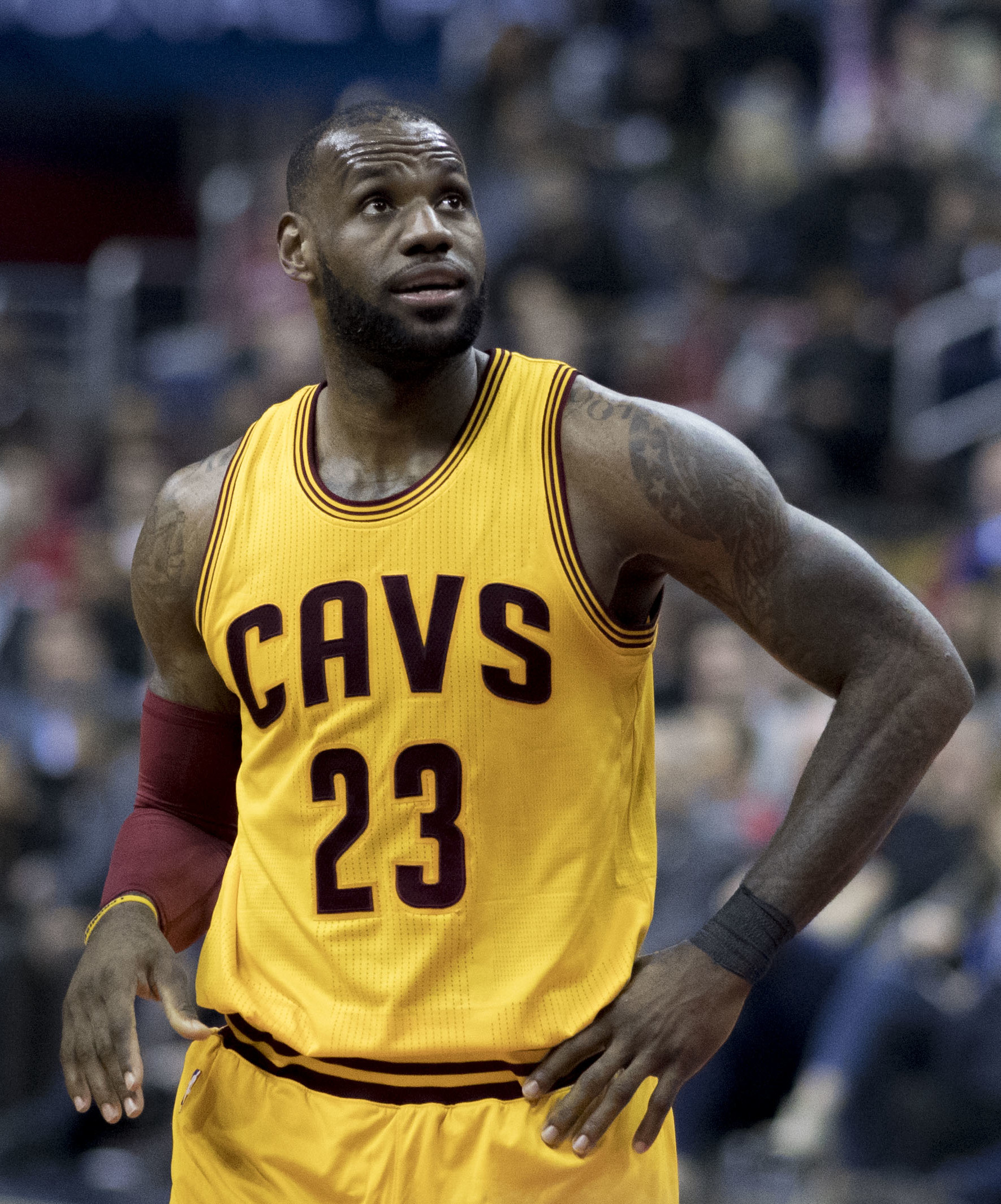
キャバリアーズ時代のレブロン（2017年）。彼の取材に明け暮れたNBAアナリストのブライアン・ウィンドホーストは、こう振り返る。「ジェームズほど誇大広告が多い選手はいなかったし、最後の一滴までやり遂げた。」

### 受賞歴と評価
レブロンはNBA史上最も期待された選手として高卒でNBA入りし、史上最年少でルーキー・オブ・ザ・イヤーに選出された。2024年8月現在、オールNBAチームに20回選出され、そのうち1stチームには13回選出されており、これはいずれもNBA記録である。2009年から2013年の5年間に4回のシーズンMVPを受賞し、この受賞頻度はNBAの歴史でレブロンとビル・ラッセルだけである。また、歴代2位となる4回のファイナルMVPを受賞し、2009年から2014年までオールディフェンシブチームに選ばれている。最優秀守備選手賞を受賞した事はないが、投票で2位になったことが2回（2009年、2013年）あり、特にジェームズを抑えて2013年の最優秀守備選手賞を受賞したマーク・ガソルはオールディフェンシブ2ndチームの選手であった。これは当時オールディフェンシブチームは各チームのコーチ投票で選ばれ、最優秀守備選手賞はメディア投票で選ばれる賞だった事に起因しており、ジェームズ本人はこれを疑問視した。
NBA通算得点歴代1位、NBA通算アシスト歴代4位に代表されるキャリアの長さとパフォーマンスを根拠に、スポーツ誌は常に史上最高のバスケットボール選手のランキングにレブロンを入れており、ESPNやスポーツ・イラストレイテッド誌からは、2011年から2020年まで連続で現役NBA選手の中の1位に選ばれ続けている。2019年12月には2010年代のAP通信社男性アスリート・オブ・ザ・ディケイドに選出された。

### 驚異的な長寿性と後世のアスリートへの影響
レブロンが40歳にして、なおエリートレベルで競技を続けている事実は、史上最高のバスケットボール選手の一人として、広く認められているのに深く関わる。その長寿性はアメリカンフットボール史上最高の選手とされ、45歳まで現役を続けたトム・ブレイディとも比較され、アスリートとしてのピークを習慣で延長できるという事実は、プロスポーツ界に新たな基準を打ち立て、他のトップアスリートもレブロンと同様の慣行を採用するようになった。ビクター・ウェンバンヤマを初めとするNBAの若い選手たちは、レブロンと同じアプローチを取っている事を認めている。一方で、レブロンへの憧れで知られており、そのキャリアを比較されるルカ・ドンチッチは、レブロンのように長くプレイし続ける事は不可能だと現時点で認めるなど、選手により受け止め方はそれぞれである事がうかがえる。
NBA史上で、レブロン以前に37歳以上の選手が35得点以上を獲得したのは、マイケル・ジョーダンの12回が歴代最多であったが、レブロンは2025年1月時点で既にそれを35回達成している。レブロン自身は、その長寿の理由が厳格な食事、フィットネスルーチン、回復の実践に細心の注意を払った事だと認めている。また、G.O.A.T論争におけるレブロンの長寿性を、ESPNでは「長寿とピークをどう評価するか、という問いに正しい答えがあるとは思わない。ジョーダンの支持者はNBAファイナルでの非の打ちどころのない実績を指摘し、レブロンの支持者は功績の総体を重視するだろう」と評している。

### "ポジションレス"バスケットボールの開拓
レブロンはマイアミ・ヒート在籍期間にヘッドコーチであるエリック・スポールストラと共にポジションレス（役割を限定しない）の概念を始めた事で知られる。スポールストラはヒート移籍当初のレブロンを、主にペリメーターエリアから攻撃を行う、従来のスモールフォワードとして扱っていたが、レブロンの多才さと体格に考えを改め、インサイドでも使用する事を決めた。また、スポールストラは、選手をポジションで扱わずに、フロアの5つのスポット（ポストに1人、コーナーに2人、ウイングに2人）に割り当て互いに交換可能なシステムを採用した。アキーム・オラジュワンとのトレーニングを経て、ポストオフェンスやブロックの技術も磨いたレブロンは、ビッグマンとしても統計上で怪物となり、その後にヒートは見事チャンピオンシップを連覇している。
このレブロンとスポールストラの成功後、NBAでは頻繁に「ポジションレス」という言葉が使われるようになり、2024年にはオールNBAチームとオールディフェンシブチームが既存のポジションに縛られない選出となった。また、2014-15シーズンには、アシストでトップ20にランクインしたガード以外の選手はレブロンのみだったが、現代ではニコラ・ヨキッチやヤニス・アデトクンボを初め、何人ものフォワードやセンターが名を連ねている。その変化は「ボールハンドラーはもはやポイントガードと同義ではない」とも評され、最も印象的なトレンドで、現代のバスケットボールの進化と考えられている。

### G.O.A.T論争
レブロンは史上最高のバスケットボール選手（G.O.A.T）としてマイケル・ジョーダンと比較されることも多い。2016年のスポーツ・イラストレイテッドのインタビューで、自分のバスケに対するモチベーションはジョーダンを超えて最も偉大な存在になることだと認めている。2018年から2019年に各社の行ったNBA史上最高の選手を決める投票で、レブロンは現役選手でありながらジョーダンに次ぐ2位を獲得した。この結果は年齢と強く相関しており、年配の有権者はジョーダンを選ぶ事が殆どであった。ビジネスインサイダーのデイビスらは「若く熱心なNBAファンは、ジェームズが現役なのでそちらに傾いているのだろう。ジョーダンを見ていた古い世代で、そこからチューニングしていない人はジョーダンに傾く。」と述べた。CBSスポーツのサム・クインは、ジョーダンに対する最高の挑戦者としてレブロンに言及し、リングにこだわるバスケットボール談義においてジョーダンの6度の優勝とファイナル無敗記録は大きな重みを持つとした。
一方で、2019年に開始されたThe Athleticによる現役NBA選手への「史上最高のバスケットボール選手」アンケートでは当初ジョーダンが73%、ジェームズが11.9%とその差は圧倒的なものであったが、2024年に行われたアンケートではジョーダンが45.9%、ジェームズは42.1%で2位とその差はわずか3.8%となり、ジェームズの長寿性と活躍によって逆転に生じる可能性が年々高まっている。また、2024年パリ五輪でのジェームズの活躍を受けて、HoopsHypeは偉大なNBA選手ランキングで遂にジョーダンを追い抜きジェームズを歴代1位に認定した事を発表した。
様々な現役選手や元選手たちがG.O.A.Tについて持論を述べる中で、3人目の比較者として議論に加えられる事が多いカリーム・アブドゥル・ジャバーは「それは『空を飛ぶ能力と透明人間になる能力のどちらが凄い?』という議論と同じようなもの」「それぞれが異なったポジション、異なるルール、異なるチームメート、異なるコーチの下でプレーしてきた」「（G.O.A.Tは）複数存在するという事で良いと思う」と非常に冷静な捉え方をしている。
これまでNBAファイナルに10回の出場、4回の優勝を成し遂げており、10回のファイナル出場は歴代3位タイである。出場は多いがファイナルでの成績が良くないと指摘される一方で、レブロン個人はほとんど常に素晴らしいパフォーマンスをしており、チームの戦力差で負けたに過ぎないと反論するアナリストもいる。実際にプレイオフでのキャリア勝率は2023-24シーズンまでに63.8%を記録しており、これはマイケル・ジョーダンやカリーム・アブドゥル・ジャバーらと比較してもなんら遜色の無い数値である。

### 移籍についての議論
レブロンは"The Decision"でのヒート移籍で未だに批判される事が多いが、アナリスト達は彼がキャリアの中で移籍を厭わなかった事が、NBA全体の選手の権利拡大をもたらしたとも指摘している。ワシントンポストのベン・ゴリバー記者は「その後10年間の選手の動きを決定づけ」「スターと所属組織のパワーバランスを根本的にひっくり返した」と論評した。また、ゴールデンステイト・ウォリアーズのドレイモンド・グリーンはレブロンの影響力について次のように述べた。
| 「 | 我々は自分たちの運命をコントロールできるようになった。そして、多くの人がそれを嫌っているように思う…。彼がアスリート、特にバスケットボール選手のために開いた扉は、彼の最大の功績だと思う。 | 」 |

2020年のESPNの記事では、レブロンは2010年に下した移籍の決断と、その後の驚異的な業績によって「史上最高のプレーヤーになれる可能性を正当な議論に変え」「自らのプレーを更に向上させる理想的な環境に身を置き、それを十分に活用した」と述べられている。また、"The Decision"後のシーズンMVPや最優秀守備選手賞を初めとする各賞で、記者からのレブロンへの票が如実に減少し、他の選手が選ばれたのが妥当だったのかは議論され続けている。

### 現役世代への批判文化の根絶
NBAには長年にわたり（特に偉大なOBからの）現役世代への批判文化が存在しているが、若かりし頃からそれに晒されてきたレブロンは、むしろ後進選手への批判をせず、サポートをしてきた事で知られる。それは若く才能ある選手に対するメディアの批判的な接し方を根絶し、再定義するための努力と評されている。
2025年3月には、自身のSNSにおいて「これはリーグの顔のことでもなく、1人の人間や1つのショーのことでもなく、世界で最も美しいゲームであるバスケットボールの文化のことだ」「我々のゲームは未だかつてないほど良くなっている」「OKCとキャブスが今季、まったく異なる2つのスタイルでいかに素晴らしい結果を残したか、その理由と方法を論じよう」「これは、ネガティブな意見が私たちの美しいゲームとファンに与えている影響についての話だ」など、選手への批判よりも、より思慮深い方法でゲームの進歩を称え、分析することの重要さを述べた。
特に近年では、米国の女子カレッジバスケットボール界で旋風を巻き起こし、現在はWNBAで活躍するケイトリン・クラークの人気と影響力を高く評価しており、ケイトリン自身もレブロンの大ファンで、彼こそが史上最高のバスケットボール選手であるとインタビューで語っている。また、このようなレブロンの行動で、WNBAではNBAのような批判文化が蔓延する前に根絶し、先人たちの過ちを正すことができるかもしれないとも論じられている。

## メディアとパブリックイメージ
2023年5月の『フォーブス』誌によると、レブロンは現役NBA選手として初めてビリオネアに到達した。2005年、2013年、2017年、2019年には『タイム』誌の「世界で最も影響力のある100人」に選ばれている。世界でも屈指の人気アスリートであり、Instagramのフォロワー数は2024年9月現在で1億5000万を、X（旧Twitter）のフォロワー数は5300万を超えており、世界のあらゆるアスリートの中でもクリスティアーノ・ロナウドやリオネル・メッシに次いで上位5指に入っている。
レブロンにまつわる記念品は非常に人気が高く、彼のルーキーカード2枚の内の1枚は、2020年7月にオークションで180万ドルで落札された。また、2020年のNBAオールスターゲームで着用されたジャージは63万ドルで落札され、現代のスポーツジャージのオークション記録を打ち立てた。2023年4月に、ジェフ・ベネディクトによって、伝記『レブロン』が出版された。この伝記はレブロンについての3年間のリサーチと、250以上のインタビューに基づいている。
2024年にレブロンはJ・J・レディックと「Mind the Game」というポッドキャストを立ち上げ、そこで2人は「バスケットボールについての純粋な会話」を試みている 。「Mind the Game」の第1シーズンはYouTubeで平均150万回の視聴回数を記録し、50万人以上のチャンネル登録者を獲得する成功を収めた。その後、レディックがロサンゼルス・レイカーズのヘッドコーチとして雇われた際に、ポッドキャストは中断されたが、スティーブ・ナッシュが共同ホストを務める第2シーズンが2025年3月に発表された。
日本では、2023年にロサンゼルス・レイカーズに加入した八村塁が、オフシーズンを通じてレブロンとワークアウトを行っていることが話題になり、国籍を超えた師弟コンビとして大きな注目を集めた。また、2025年にはレブロン、リオネル・メッシ、大谷翔平が共演したイヤホンの豪華CMが大きな反響を呼んだ。

## 人物

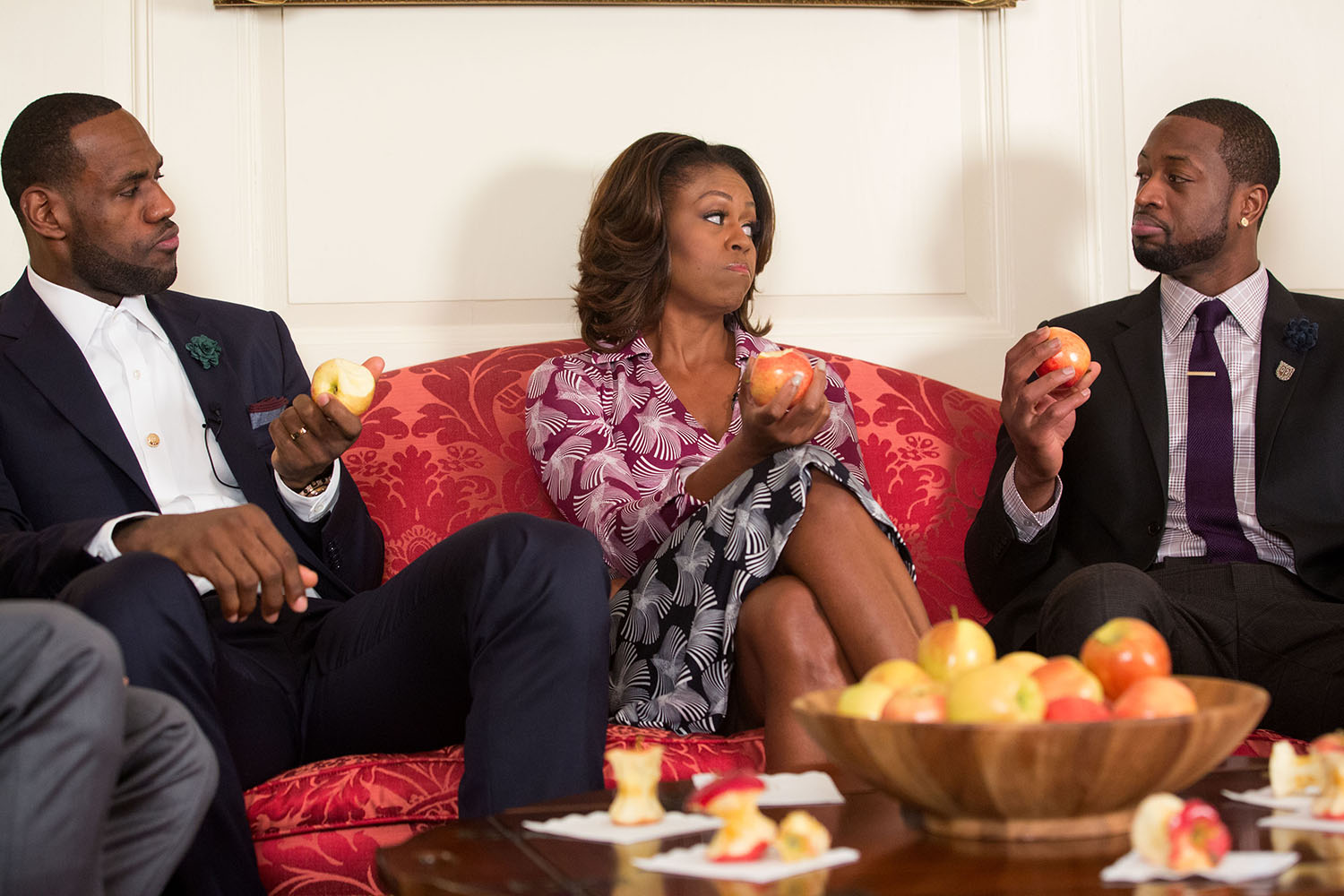
2014年1月、公共放送の収録を行うレブロンとミシェル・オバマ大統領夫人（中央）、ドウェイン・ウェイド（右端）

- 名前"LeBron"のアメリカでの発音は「レブロン」[515][516]。
- 既婚者で3人の子持ち[517]。長男のブロニー・ジェームズは2004年生まれで、後に妻となったSavannah Brinson（1986年生まれ）にとっては十代の出産であった。
- ニューヨーク・ニックスのホームアリーナであるマディソン・スクエア・ガーデンが大好きで、「バスケットボールの聖地であり、世界で最も偉大なアリーナだ」と常々インタビューで語っている[518]。また、このアリーナでプレイする際にはキャリア平均スタッツを上回るパフォーマンスを見せている事で知られており、アウェイにも拘らず通算勝率では70％超を記録している[519][520]。
- アメリカンフットボールの大ファンであり、レブロン自身も高校時代はワイドレシーバーとして活躍していた。2011年のNBAロックアウトの際には、リーグ再開のタイミングが不明だった事から、NFLへの挑戦を真剣に考えていた事をポッドキャストで明かしている[521][522][523]。
- アメリカンフットボールの大人気ゲーム「Madden NFL 25」でも世界トップ100にランクインして、それをInstagramに投稿するほどの腕前である。[524]
- 野球ではニューヨーク・ヤンキースのファンであり[525]、クリーブランド市のフランチャイズチームであるクリーブランド・インディアンスとヤンキースの試合を観戦した時、1人だけプログレッシブ・フィールドでヤンキースの帽子を被って野球観戦した為、地元のインディアンスファンから大ブーイングを受けた（似たようなエピソードとしてNFLではダラス・カウボーイズのファンであり、2008年の開幕戦となったカウボーイズ対クリーブランド・ブラウンズの試合では、レブロンがヤンキースの帽子にカウボーイズカラーの青いシャツでファーストエナジー・スタジアムに現れたため、前年のインディアンスファンに続いてブラウンズファンからも顰蹙を買う事になった）[526]。
- サッカーファンでもあり、イングランドプレミアリーグのリヴァプールFCの熱心なサポーターとして知られる。リヴァプールに出資している株主の1人でもある[527]。2012年には自身が代表を務めるブランドからリヴァプールFC仕様のスニーカーも販売している[528][529]。
- タコスが大好きな事で有名で、2019年にSNSでよく使っていた"Taco Tuesday"というフレーズを商標登録しようとしたが、既にその言葉は商標登録されており、米国特許商標庁からも却下された。しかしその後、タコベルの "Free Taco Tuesday For Everybody" キャンペーンに協力し、コマーシャルへの出演や、声明を発表するなどして、2023年に"Taco Tuesday"の商標登録の保有者たちに権利を放棄させ、誰もが”Taco Tuesday”という言葉を使えるようになった[530]。
- レブロンの年収・約72億3000万円の内訳は約19億円が所属チームから支払われている給料（年俸）であり、残りの約53億円がCM出演やテレビ出演などから得た副業収入である[531]。
- 2007年のプレーオフのさなか、チームメートのアイラ・ニューブルが始めたダルフール紛争で国際的に非難されているスーダン政府を支援している中国への抗議に対する署名を拒否したため非難を浴びた[532][533]。この署名運動には当時キャバリアーズに所属していたラリー・ヒューズ、サーシャ・パブロビッチ、ジードルナス・イルガスカスらが署名していた[534]。
- 2014年6月、アメリカの経済誌フォーブスは世界のアスリートの年収を公表した。ジェームズの年収は7230万ドル（約72億3000万円）であり、世界のアスリートの中で3位。バスケットボール選手の中ではコービー・ブライアントなどを上回り、1位となった[535]。
- 2015年12月、ナイキと15億ドルを超える生涯契約を締結した[536]。
- 2016年に毎年150万ドルを自分の体への投資に費やしていると報じられたが、2024年のNetflixのドキュメンタリーで「ちょっと笑ってしまう。金額は公表しないけど、より重要なのはかける時間だと思う」と語り、肯定も否定もしなかった[537]。
- ゴールデンステート・ウォリアーズとはNBAファイナルで激しくしのぎを削ったが、レブロン自身は「ウォリアーズとの間にライバル関係はない」と語っている[538]。
- 2017年5月、アメリカのESPNは世界で最も有名なアスリート100名を発表し、ジェームズはクリスティアーノ・ロナウドに次ぐ2位にランクインした[539]。
- 2019年6月、アメリカの経済誌フォーブスは世界のアスリートの年収を公表した。ジェームズの年収は8900万ドル（約95億2000万円）であり、世界のアスリートの中で8位[540]。
- 2025年、マテル社からレブロンがバービー人形のモデルとして（レブロン仕様のケン人形が）発売される事を発表した。これは男性プロアスリートとして史上初の事例となった。BBCでは「標準的なケン人形より1インチ背が高い」と報道された[541][542]。
- マイケル・ジョーダンの「23」をNBA全体の永久欠番にすべきと発言するなど「23」という数字に強い思いを持っており、ジョーダンに敬意を払う意味を込めて2010年の3月に来シーズンの背番号を「6」に変えると表明した[543]が、この行動がヒート移籍後に「春の段階でレブロンはヒートに移籍する決意を固めていた」という噂の発端となり、レブロンの移籍に激怒したキャブスファンがレブロンのジャージを燃やす騒ぎに発展した。
- ヒートや代表で「6」を選んだ理由は、NBAのレジェンドであるビル・ラッセルやジュリアス・アービングに対するリスペクト[543]に加え、長男のブロニーが10月「6」日、次男のブライスが「6」月14日に生まれるなど何かと「6」という数字に縁があるから、というものである。2014年から2021年まで背番号は23だったが、6という数字にも思い入れを持っており、キャブス復帰後はユニフォームは背番号23でも練習には背番号6の練習着で参加し、レイカーズ移籍後も練習着の背番号は6である[544]。
- アンソニー・デイビスがレイカーズに移籍した際、デイビスのために背番号23を譲ると発言し、自身のInstagramで背番号6のユニフォームを着た自分の写真を披露したが、既に背番号の変更期間は終わっており、NBAのユニフォームサプライヤーとして特例で背番号変更を出す権限を持ったナイキもレブロンのジャージの在庫が多数あるとの理由で背番号の変更を許可しなかったため頓挫した。そのため、デイビスは新たに背番号3でシーズンを迎える事になった[545]。
- デイビス移籍から2シーズンは背番号23でプレーしていたが、2021-22シーズンからは改めて背番号6でプレーすると表明し、2013-14シーズンぶりに背番号6のレブロン・ジェームズが復活する事が決定した[546]。

## 個人成績

### NBA

#### レギュラーシーズン
| シーズン     | チーム       | GP   | GS   | 勝   | 敗  | 勝率 | MPG   | FG%  | 3P%  | FT%  | RPG | APG   | SPG | BPG | PPG   |
| ------------ | ------------ | ---- | ---- | ---- | --- | ---- | ----- | ---- | ---- | ---- | --- | ----- | --- | --- | ----- |
| 2003-04      | CLE          | 79   | 79   | 33   | 46  | .417 | 39.5  | .417 | .290 | .754 | 5.5 | 5.9   | 1.6 | .7  | 20.9  |
| 2004-05      | CLE          | 80   | 80   | 41   | 39  | .512 | 42.4* | .472 | .351 | .750 | 7.4 | 7.2   | 2.2 | .7  | 27.2  |
| 2005-06      | CLE          | 79   | 79   | 47   | 32  | .595 | 42.5  | .480 | .335 | .738 | 7.0 | 6.6   | 1.6 | .8  | 31.4  |
| 2006-07      | CLE          | 78   | 78   | 47   | 31  | .602 | 40.9  | .476 | .319 | .698 | 6.7 | 6.0   | 1.6 | .7  | 27.3  |
| 2007-08      | CLE          | 75   | 74   | 45   | 30  | .600 | 40.4  | .484 | .315 | .712 | 7.9 | 7.2   | 1.8 | 1.1 | 30.0* |
| 2008-09      | CLE          | 81   | 81   | 66   | 15  | .814 | 37.7  | .489 | .344 | .780 | 7.6 | 7.2   | 1.7 | 1.1 | 28.4  |
| 2009-10      | CLE          | 76   | 76   | 60   | 16  | .789 | 39.0  | .503 | .333 | .767 | 7.3 | 8.6   | 1.6 | 1.0 | 29.7  |
| CLE：7年     | CLE：7年     | 548  | 547  | 339  | 209 | .624 | 40.3  | .474 | .326 | .742 | 7.1 | 7.0   | 1.7 | .9  | 27.8  |
| 2010-11      | MIA          | 79   | 79   | 57   | 22  | .721 | 38.8  | .510 | .330 | .759 | 7.5 | 7.0   | 1.6 | .6  | 26.7  |
| 2011-12      | MIA          | 62   | 62   | 45   | 17  | .725 | 37.5  | .531 | .362 | .771 | 7.9 | 6.2   | 1.8 | .8  | 27.1  |
| 2012-13      | MIA          | 76   | 76   | 61   | 15  | .802 | 37.9  | .565 | .406 | .753 | 8.1 | 7.3   | 1.7 | .8  | 26.8  |
| 2013-14      | MIA          | 77   | 77   | 52   | 25  | .675 | 37.7  | .567 | .379 | .750 | 6.9 | 6.4   | 1.6 | .3  | 27.1  |
| MIA：4年     | MIA：4年     | 294  | 294  | 215  | 79  | .731 | 38.0  | .543 | .369 | .758 | 7.6 | 6.7   | 1.7 | .7  | 26.9  |
| 2014-15      | CLE          | 69   | 69   | 50   | 19  | .724 | 36.1  | .488 | .354 | .710 | 6.0 | 7.4   | 1.6 | .7  | 25.3  |
| 2015-16      | CLE          | 76   | 76   | 56   | 20  | .736 | 35.6  | .520 | .309 | .731 | 7.4 | 6.8   | 1.4 | .6  | 25.3  |
| 2016–17      | CLE          | 74   | 74   | 51   | 23  | .689 | 37.8* | .548 | .363 | .674 | 8.6 | 8.7   | 1.2 | .6  | 26.4  |
| 2017–18      | CLE          | 82*  | 82*  | 50   | 32  | .609 | 36.9* | .542 | .367 | .731 | 8.6 | 9.1   | 1.4 | .9  | 27.5  |
| CLE：計11年  | CLE：計11年  | 849  | 848  | 546  | 303 | .643 | 39.0  | .492 | .337 | .733 | 7.3 | 7.3   | 1.6 | .8  | 27.2  |
| 2018–19      | LAL          | 55   | 55   | 28   | 27  | .509 | 35.2  | .510 | .339 | .665 | 8.5 | 8.3   | 1.3 | .6  | 27.4  |
| 2019–20      | LAL          | 67   | 67   | 50   | 17  | .746 | 34.6  | .493 | .348 | .693 | 7.8 | 10.2* | 1.2 | .5  | 25.3  |
| 2020–21      | LAL          | 45   | 45   | 30   | 15  | .667 | 33.4  | .513 | .365 | .698 | 7.7 | 7.8   | 1.1 | .6  | 25.0  |
| 2021–22      | LAL          | 56   | 56   | 25   | 31  | .446 | 37.2  | .524 | .359 | .756 | 8.2 | 6.2   | 1.3 | 1.1 | 30.3  |
| 2022–23      | LAL          | 55   | 54   | 30   | 25  | .545 | 35.5  | .500 | .321 | .770 | 8.3 | 6.8   | .9  | .6  | 28.9  |
| 2023–24      | LAL          | 71   | 71   | 41   | 30  | .577 | 35.3  | .540 | .410 | .750 | 7.3 | 8.3   | 1.3 | .5  | 25.7  |
| 2024–25      | LAL          | 70   | 70   | 44   | 26  | .629 | 34.9  | .513 | .376 | .782 | 7.8 | 8.2   | 1.0 | .6  | 24.4  |
| 通算         | 通算         | 1562 | 1560 | 1009 | 553 | .646 | 37.8  | .506 | .349 | .737 | 7.5 | 7.4   | 1.5 | .7  | 27.0  |
| オールスター | オールスター | 20   | 20   | 11   | 9   | .550 | 26.8  | .513 | .297 | .725 | 5.7 | 5.7   | 1.1 | .4  | 21.7  |

#### プレーオフ
| シーズン | チーム | GP  | GS  | MPG  | FG%  | 3P%  | FT%  | RPG  | APG | SPG | BPG | PPG  |
| -------- | ------ | --- | --- | ---- | ---- | ---- | ---- | ---- | --- | --- | --- | ---- |
| 2006     | CLE    | 13  | 13  | 46.5 | .476 | .333 | .737 | 8.1  | 5.8 | 1.4 | .7  | 30.8 |
| 2007     | CLE    | 20  | 20  | 44.6 | .416 | .280 | .755 | 8.0  | 8.0 | 1.7 | .5  | 25.0 |
| 2008     | CLE    | 13  | 13  | 42.5 | .411 | .257 | .731 | 7.8  | 7.6 | 1.8 | 1.3 | 28.2 |
| 2009     | CLE    | 14  | 14  | 41.4 | .510 | .333 | .749 | 9.1  | 7.3 | 1.6 | .9  | 35.3 |
| 2010     | CLE    | 11  | 11  | 41.8 | .502 | .400 | .733 | 9.3  | 7.6 | 1.7 | 1.8 | 29.1 |
| 2011     | MIA    | 21  | 21  | 43.9 | .466 | .353 | .763 | 8.4  | 5.9 | 1.7 | 1.2 | 23.7 |
| 2012     | MIA    | 23  | 23  | 42.7 | .500 | .259 | .739 | 9.7  | 5.6 | 1.9 | .7  | 30.3 |
| 2013     | MIA    | 23  | 23  | 41.7 | .491 | .375 | .777 | 8.4  | 6.6 | 1.8 | .8  | 25.9 |
| 2014     | MIA    | 20  | 20  | 38.2 | .565 | .407 | .806 | 7.1  | 4.8 | 1.9 | .6  | 27.4 |
| 2015     | CLE    | 20  | 20  | 42.2 | .417 | .227 | .731 | 11.3 | 8.5 | 1.7 | 1.1 | 30.1 |
| 2016     | CLE    | 21  | 21  | 39.1 | .525 | .340 | .661 | 9.5  | 7.6 | 2.3 | 1.3 | 26.3 |
| 2017     | CLE    | 18  | 18  | 41.9 | .565 | .411 | .698 | 9.1  | 7.8 | 1.9 | 1.2 | 32.8 |
| 2018     | CLE    | 22  | 22  | 41.3 | .539 | .342 | .746 | 9.1  | 9.0 | 1.4 | 1.0 | 34.0 |
| 2020     | LAL    | 21  | 21  | 36.3 | .563 | .378 | .710 | 10.8 | 8.8 | 1.2 | .8  | 27.6 |
| 2021     | LAL    | 6   | 6   | 37.3 | .474 | .375 | .609 | 7.2  | 8.0 | 1.5 | .3  | 23.3 |
| 2023     | LAL    | 16  | 16  | 38.7 | .498 | .264 | .760 | 9.9  | 6.5 | 1.1 | 1.1 | 24.5 |
| 2024     | LAL    | 5   | 5   | 40.8 | .566 | .385 | .739 | 6.8  | 8.8 | 2.4 | 1.0 | 27.8 |
| 2025     | LAL    | 5   | 5   | 40.8 | .489 | .357 | .775 | 9.0  | 5.6 | 2.0 | 1.8 | 25.4 |
| 通算     | 通算   | 292 | 292 | 41.3 | .496 | .333 | .741 | 9.0  | 7.2 | 1.7 | 1.0 | 28.4 |

### 1試合自己最多記録
参照：
| 統計                                 | 最高 | チーム                         | 相手                             | 日付           |
| ------------------------------------ | ---- | ------------------------------ | -------------------------------- | -------------- |
| 得点                                 | 61   | マイアミ・ヒート               | シャーロット・ボブキャッツ       | 2014年3月4日   |
| 得点（プレイオフ）                   | 51   | クリーブランド・キャバリアーズ | ゴールデンステート・ウォリアーズ | 2018年5月31日  |
| フィールドゴール成功数               | 23   | クリーブランド・キャバリアーズ | ワシントン・ウィザーズ           | 2017年11月3日  |
| フィールドゴール試投数               | 36   | クリーブランド・キャバリアーズ | トロント・ラプターズ             | 2005年3月20日  |
| フィールドゴール成功数（プレイオフ） | 20   | クリーブランド・キャバリアーズ | オーランド・マジック             | 2009年5月20日  |
| フィールドゴール試投数（プレイオフ） | 38   | クリーブランド・キャバリアーズ | ゴールデンステート・ウォリアーズ | 2015年6月4日   |
| フリースロー成功数                   | 24   | クリーブランド・キャバリアーズ | マイアミ・ヒート                 | 2006年3月12日  |
| フリースロー試投数                   | 28   | クリーブランド・キャバリアーズ | マイアミ・ヒート                 | 2006年3月12日  |
| スリーポイント成功数                 | 9    | ロサンゼルス・レイカーズ       | ロサンゼルス・クリッパーズ       | 2023年1月25日  |
| スリーポイント成功数                 | 9    | ロサンゼルス・レイカーズ       | ブルックリン・ネッツ             | 2024年3月31日  |
| スリーポイント試投数                 | 14   | ロサンゼルス・レイカーズ       | ロサンゼルス・クリッパーズ       | 2023年1月25日  |
| リバウンド                           | 20   | ロサンゼルス・レイカーズ       | ゴールデンステート・ウォリアーズ | 2024年1月27日  |
| オフェンスリバウンド                 | 7    | マイアミ・ヒート               | クリーブランド・キャバリアーズ   | 2013年3月20日  |
| ディフェンスリバウンド               | 19   | ロサンゼルス・レイカーズ       | ゴールデンステート・ウォリアーズ | 2024年1月27日  |
| リバウンド（プレイオフ）             | 20   | ロサンゼルス・レイカーズ       | メンフィス・グリズリーズ         | 2023年4月24日  |
| アシスト                             | 19   | ロサンゼルス・レイカーズ       | オーランド・マジック             | 2020年1月15日  |
| スティール                           | 7    | マイアミ・ヒート               | メンフィス・グリズリーズ         | 2004年12月13日 |
| スティール（プレイオフ）             | 6    | マイアミ・ヒート               | インディアナ・ペイサーズ         | 2012年5月15日  |
| ブロック                             | 5    | クリーブランド・キャバリアーズ | シカゴ・ブルズ                   | 2004年3月16日  |
| ブロック（プレイオフ）               | 5    | マイアミ・ヒート               | ボストン・セルティックス         | 2011年5月7日   |
| 出場時間                             | 55   | クリーブランド・キャバリアーズ | メンフィス・グリズリーズ         | 2003年11月29日 |
| 出場時間（プレイオフ）               | 53   | クリーブランド・キャバリアーズ | ワシントン・ウィザーズ           | 2005年5月5日   |

## 受賞・タイトル

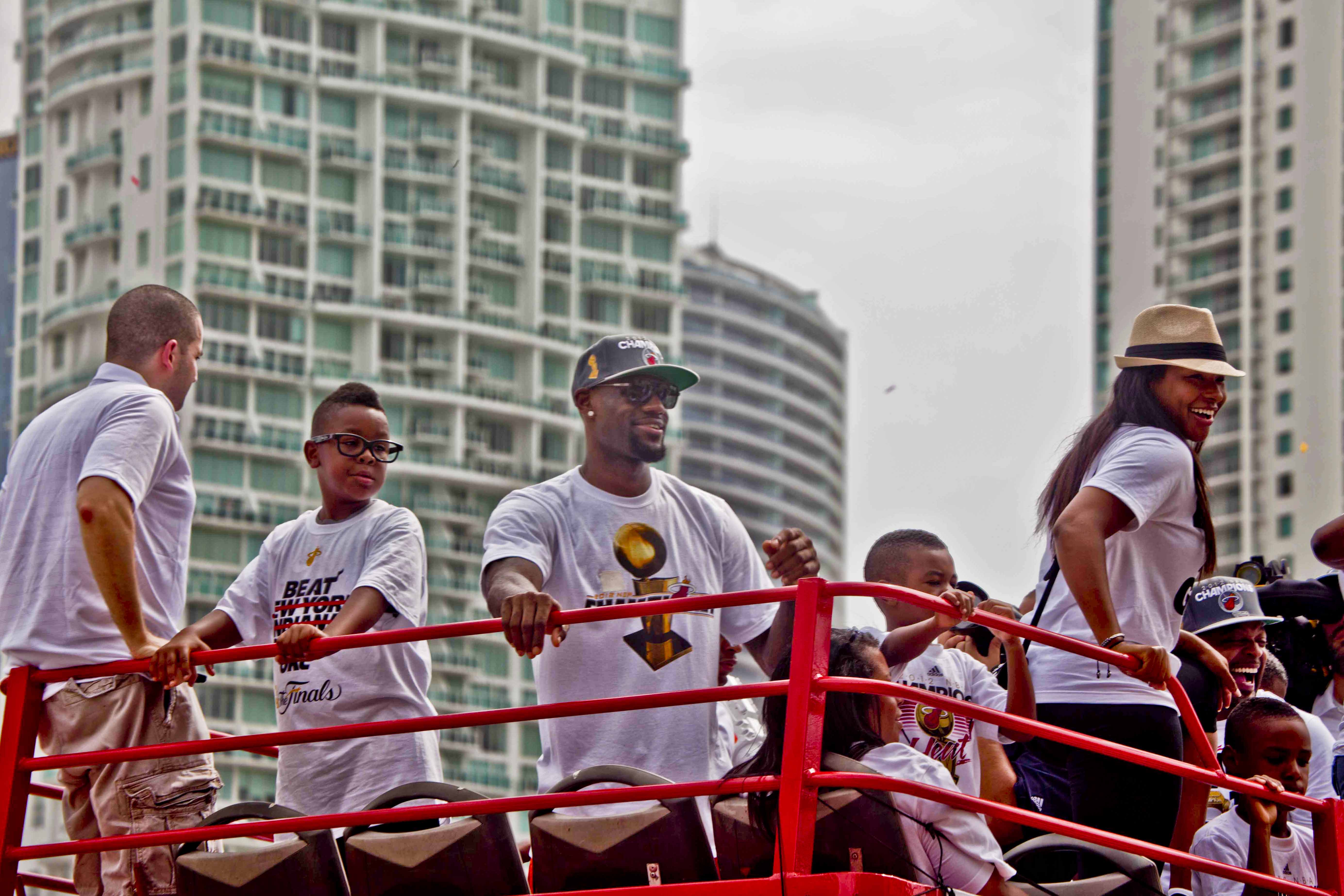
2012年のヒートの優勝パレードにて

### NBA
- 4× NBAチャンピオン（2012、2013、2016、2020）
- 4× NBAファイナルMVP（2012、2013、2016、2020）
- 4× NBAシーズンMVP（2009、2010、2012、2013）
- NBAインシーズン・トーナメントチャンピオン（2023）
- NBAインシーズン・トーナメントMVP（2023）
- 21× NBAオールスター（2005 - 2025）
- 3× NBAオールスターゲームMVP（2006、2008、2018）
- 13× オールNBAファーストチーム（2006、2008 - 2018、2020）
- 4× オールNBAセカンドチーム（2005、2007、2021、2025）
- 4x オールNBAサードチーム（2019、2022 - 2024）
- 5× NBAオールディフェンシブ・ファーストチーム（2009 - 2013）
- NBAオールディフェンシブ・セカンドチーム（2014）
- NBA新人王（2004）
- NBAオールルーキー・ファーストチーム（2004）
- NBA得点王（2008）
- NBAアシスト王（2020）
- FIBAオリンピックMVP（英語: FIBA Men's Olympics Most Valuable Player）（2024）
- NBA75周年記念チーム（2022）
- J・ウォルター・ケネディ市民賞（2017）
- 4× AP通信年間最優秀アスリート賞（2013、2016、2018、2020）
- 2× ミスター・バスケットボールUSA（2002、2003）
- タイム誌年間最優秀アスリート賞（2020）
- USAバスケットボール男子年間最優秀選手（2012）

### ハイスクール
- 2003年全米チャンピオン
- 3× OHSAAチャンピオン：3回（2000、2001、2003）
- ネイスミス・プレップ年間最優秀選手賞[550]
- 2× ミスター・バスケットボールUSA
- 2× ゲータレード年間最優秀選手賞
- 3× オハイオ州ミスター・バスケットボール（2001、2002、2003）
- 2× パレード高校バスケットボール年間最優秀選手賞
- 2003年 マクドナルド全米年間最優秀選手賞[551]
- 2003年 マクドナルド高校オール・アメリカン[552]
- 2003年 マクドナルド・オール・アメリカンMVP
- 2003年 ジョーダン・ブランド・クラシックMVP[553]
- #23 セント・ビンセント＝セント・メアリー永久欠番[554]
- セント・ビンセント＝セント・メアリー殿堂入り（2011年のクラス）[555]

### 最年少記録
- ドラフト1位（18歳178日）
- 新人王獲得（19歳）
- オールルーキーファーストチーム（19歳）
- オールNBAチーム選出（20歳126日）
- オールNBAファーストチーム（21歳）
- オールスターMVP獲得（21歳51日）
- 通算1000得点 - 40000得点達成（全てにおいて最年少）
- シーズン平均30得点（21歳）
- 30得点、40得点、10アシスト、5アシスト達成試合
- プレーオフでのトリプル・ダブル達成試合

### 最年長記録
- プレーオフでの40得点以上試合（38歳143日）
- プレーオフで1試合20得点・20リバウンド以上達成試合（38歳115日）
- シーズン平均30得点（37歳）
- 1試合50得点・10リバウンド以上達成試合（37歳65日）
- 10試合連続25得点以上達成（37歳）
- 30得点トリプル・ダブル達成試合（39歳342日）
- オールNBAチーム選出（40歳145日）
- 1試合40得点以上試合（40歳38日）

### 通算得点
- 2004年2月9日 - 通算1000得点達成（19歳41日)
- 2006年1月21日 - 通算5000得点達成（21歳22日）
- 2008年2月27日 - 通算10000得点達成（23歳59日）
- 2010年3月19日 - 通算15000得点達成（25歳79日）
- 2013年1月16日 - 通算20000得点達成（28歳17日）
- 2015年11月2日 - 通算25000得点達成（30歳307日）
- 2018年1月23日 - 通算30000得点達成（33歳24日）
- 2021年2月18日 - 通算35000得点達成（36歳50日）
- 2024年3月2日 - 通算40000得点達成（39歳64日）
- 2012年6月3日 - プレーオフ通算3000得点達成（27歳156日）
- 2014年5月6日 - プレーオフ通算4000得点達成（29歳127日）
- 2015年6月16日 - プレーオフ通算5000得点達成（30歳172日）
- 2023年5月22日 - プレーオフ通算8000得点達成（38歳143日）

### その他の業績
- キャリア通算40000得点・10000リバウンド・10000アシスト達成（史上初）
- NBAファイナルにおいて主要5スタッツで両チームTOPを記録した史上唯一の選手（2016年）
- レギュラーシーズンとプレイオフの累計で通算50000得点を達成（史上初）
- NBAファイナル トリプル・ダブル達成数歴代1位（11回）
- プレーオフブザービーター成功数歴代1位（5回）
- 1シーズンでのプレーオフ40得点試合数 - 8回（2018年、歴代最多）
- ファイナルMVPを異なる3チームで獲得（史上初）
- 21年連続オールNBAチーム選出（2005年 - 2025年、歴代最多、継続中）
- 史上最年少オールNBAチーム選出（20歳126日）および史上最年長オールNBAチーム選出（40歳145日）
- 21年連続オールスター選出（2005年 - 2025年、歴代最多）および20年連続オールスターゲーム出場（2005年 - 2024年、歴代最多）
- 10度のNBAオールスター投票リーダー（歴代最多：2007年、2010年、2014年、2017年、2018年、2019年、2020年、2021年、2022年、2023年）
- オールスターゲーム通算得点：434点（歴代最多）
- レギュラーシーズン通算30得点以上試合数：580回、通算20得点以上試合数：1222回、通算10得点以上試合数：1580回（全て歴代最多、継続中）
- 史上最年少40得点（19歳88日）および史上最年長40得点（40歳38日）
- 6試合連続で30得点・FG60%を記録した史上唯一の選手（2013年）
- NBA週間最優秀選手賞：70回（歴代最多）およびNBA月間最優秀選手賞：42回（歴代最多）
- NBA週間最優秀選手賞とNBA月間最優秀選手賞の史上最年少受賞（19歳）および史上最年長受賞（40歳）
- シーズンMVP、NBA優勝、ファイナルMVP、オリンピック金メダルすべてを同じ年に獲得（ジョーダン以来2人目）
- 20年連続シーズン平均25得点・5リバウンド・5アシスト以上（2005年 - 2024年、歴代最多）
- NBAクリスマスゲーム歴代最多出場（19回）および歴代最多勝利（11勝）および歴代最多得点者（507得点）
- NBAの全30チームに対し40得点以上を記録（史上初）
- NBA史上初となる親子で選手として同時に公式戦に出場（息子：ブロニー・ジェームズ、2024年10月23日）
- レギュラーシーズン最多出場時間、プレーオフ最多出場時間（継続中）
- 19年連続シーズンMVP票獲得（2004年 - 2022年、歴代最多）および20年間シーズンMVP票獲得（歴代最多）
- レギュラーシーズン1278試合連続2桁得点（歴代最多、継続中）
- 「スポーツ・イラストレイテッド」による「スポーツパーソン・オブ・ザ・イヤー」を3回受賞した史上唯一の人物（2012年、2016年、2020年）

## フィルモグラフィ

### 映画
| 年   | 題名                                           | 役名     | 備考     | 吹き替え              |
| ---- | ---------------------------------------------- | -------- | -------- | --------------------- |
| 2018 | スモールフット Smallfoot                       | グワンギ | 声の出演 | かぬか光明            |
| 2021 | スペース・プレイヤーズ Space Jam: A New Legacy | 本人     | 兼製作   | 楠大典                |
| 2022 | HUSTLE ハッスル Hustle                         | N/A      | 製作     | N/A                   |
| 2022 | House Party                                    | N/A      | 製作     | N/A                   |
| 2024 | Rez Ball/レズ・ボール Rez Ball                 | N/A      | 製作     | Netflixオリジナル映画 |